# Racing Club de Strasbourg Alsace
Pour les articles homonymes, voir RC Strasbourg (homonymie).
Vous lisez un « article de qualité » labellisé en 2010.  Il fait partie d'un « bon thème ».
Maillots
Actualités
Dernière mise à jour : 29 juillet 2025.
Le Racing Club de Strasbourg Alsace, abrégé en RC Strasbourg, est un club de football français fondé en 1906 sous le nom de « FC Neudorf », du nom d'un quartier strasbourgeois. Il dispute ses premières rencontres officielles en 1909 avec la fédération allemande, avant de se faire baptiser officiellement « Racing Club de Strasbourg » et de rejoindre les compétitions organisées en France en 1919. Le club emménage en 1914 au jardin Haemmerlé, une longue plaine sur laquelle est construit l'actuel stade de la Meinau en 1921.
Le club obtient le statut professionnel en 1933 et s’impose alors comme un des meilleurs clubs français. Après deux finales perdues en 1937 et 1947, le RC Strasbourg remporte une première Coupe de France en 1951. Dans les années 1960, il dispute ses premières compétitions continentales, où il élimine notamment l'AC Milan et le FC Barcelone. Il gagne ensuite une deuxième Coupe de France en 1966 avant d'obtenir le titre de champion de France en 1979. Depuis le milieu des années 1990, le palmarès est complété par une Coupe Intertoto (1995), trois Coupes de la Ligue (1997, 2005 et 2019) et une troisième Coupe de France (2001).
Les bons résultats du Racing, sont néanmoins entrecoupés par des relégations en deuxième division et des changements fréquents au sein de l'encadrement du club, ce qui l'empêche régulièrement de s'inscrire dans la durée. Des résultats sportifs insuffisants entraînent le Racing en 2010 pour la première fois en National, championnat de troisième niveau. Un an plus tard, des problèmes financiers causent une rétrogradation administrative avec perte du statut professionnel et une liquidation judiciaire. Le RC Strasbourg retrouve le monde professionnel en 2016 et la Ligue 1 en 2017. Par sa victoire de la Coupe de la Ligue en 2019, le club se qualifie pour le second tour préliminaire de la Ligue Europa après 13 ans d'absence des compétitions continentales.
Le 22 juin 2023, le RC Strasbourg annonce avoir signé un accord avec BlueCo, un consortium d'investisseurs américains, pour devenir le nouvel actionnaire du club alsacien,.

## Repères historiques

### Débuts du club (1906-1933)

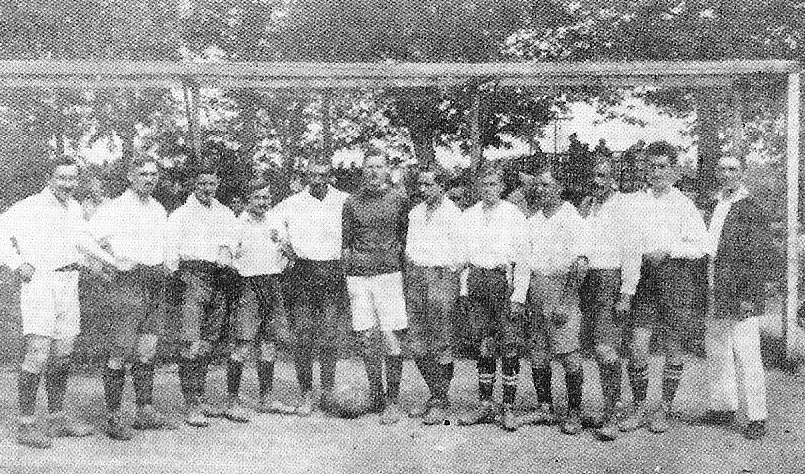
L'équipe première en 1919.

Le Racing Club de Strasbourg voit le jour en 1906 au moment où le football venu d'Angleterre prend son essor à Strasbourg, à l'époque capitale de l'Alsace-Lorraine au sein de l'Empire allemand. Il s'agit d'une équipe créée par les jeunes de l'école de la rue d'Erstein, dans le quartier populaire de Neudorf. Ils disputent leur premier match amical à l'automne 1906 contre le FC Germania. Baptisé FC Neudorf à sa fondation, le club est rebaptisé un temps FC Cäsar Neudorf. Équipe scolaire, le FC Neudorf se transforme en club libre en 1909. Cette année-là, le FC Neudorf obtient son affiliation à la ligue de football d'Allemagne du Sud et y débute en bas de l'échelle dans le championnat de Division C. Le club remporte ce championnat en 1912 et accède au deuxième échelon de la Division B,, qu'il remporte deux ans plus tard. En 1914 toujours, le club s'installe sur le terrain du jardin Haemmerlé, lieu du futur stade de la Meinau.
Après la Première Guerre mondiale, le club rejoint les compétitions françaises. La francisation de la région est suivie par le club qui est renommé en 1919 RC Strasbourg-Neudorf puis peu après Racing Club de Strasbourg, en référence au « plus prestigieux club français », le Racing Club de France. Le Racing enlève trois titres de champion d'Alsace en 1923, 1924 et 1927. En 1927 les Strasbourgeois participent également au championnat de France amateur, une compétition éphémère réservée aux champions des ligues régionales et remportée par le Cercle athlétique de Paris,. Le Racing participe pour la première fois à la Coupe de France en 1920-1921. Il s'y distingue en 1925-1926 en réalisant l'exploit d'éliminer au stade des trente-deuxièmes de finale le Red Star, un des meilleurs clubs français de l'époque.

### Professionnalisation du club (1933-1945)

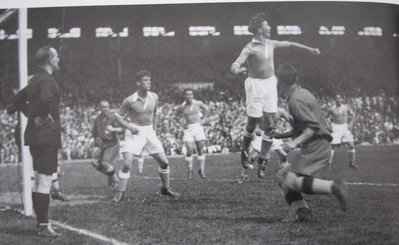
Le RC Strasbourg (short blanc) s'incline 2-1 en finale de la Coupe de France 1937 contre le FC Sochaux-Montbéliard.

Comme bon nombre de clubs de la moitié nord de la France, le RC Strasbourg refuse le professionnalisme à son introduction en 1932. Un an plus tard, le club se prononce à une large majorité pour le passage au professionnalisme et participe ainsi au championnat de Division 2 en 1933-1934. Le Racing accroche la quatrième place de la poule Nord et remporte les barrages de promotion en première division. Pour sa première saison au sein de l'élite en 1934-1935, le Racing est champion d'automne et termine vice-champion à un point du FC Sochaux-Montbéliard. Les saisons suivantes sont tout aussi honorables, le Racing finissant successivement 3e, 6e, 5e et 10e d'un championnat à seize clubs. Le club atteint également pour la première fois la finale de la Coupe de France en 1937. Une victoire 3-1 en demi-finale contre le FC Rouen grâce à un triplé d'Oskar Rohr lui permet d'aller défier le FC Sochaux-Montbéliard en finale au stade olympique Yves-du-Manoir de Colombes. Les Sochaliens sont favoris et l'emportent 2-1.
Au début de la Seconde Guerre mondiale en septembre 1939, les habitants de la ville de Strasbourg sont évacués dans le sud de la France. Le club est ainsi reformé l'espace d'une saison à Périgueux sous statut amateur, et y remporte le titre de champion de Dordogne. En 1940, l'Alsace est annexée au Troisième Reich et le club évolue en Gauliga Elsaß, compétition allemande sous le nom germanisé de Rasensportclub Straßburg (en français : « Club des sports sur pelouse »). Durant ces années les derbys contre le rival du Red Star Strasbourg, passé sous le contrôle de la Schutzstaffel (SS) et renommé Sportgemeinschaft der SS, prennent des allures de combat patriotique.

### Premiers titres nationaux et premières compétitions européennes (1945-1970)
En 1945, le club reprend son nom de Racing Club de Strasbourg et participe à nouveau au championnat de France professionnel. Bien que meurtri par le conflit, le club se classe troisième du championnat 1946-1947 et atteint la finale de la Coupe de France cette même année. Les Strasbourgeois échouent contre le tenant du titre, le Lille OSC. Quatre ans après, le Racing décroche son premier titre national en venant à bout de l'US Valenciennes-Anzin en finale de la Coupe de France 1951 sur le score de 3-0. À leur retour en Alsace, les joueurs sont fêtés par une foule en liesse de 50 000  à   100 000 personnes selon les sources.
Entre trois descentes en Division 2 en dix ans, le RC Strasbourg réalise une brillante saison 1954-1955 en D1 grâce notamment au prodige autrichien Ernst Stojaspal, luttant longtemps pour le titre et finissant à la quatrième place. En Division 1 le club se bat à nouveau pour le titre de champion lors de la saison 1964-1965 : deuxième à un point du FC Nantes à quatre journées de la fin, le RCS finit cinquième. La première grande épopée européenne du Racing date de la Coupe des villes de foires 1964-1965. Opposé en 32e de finale au prestigieux Milan AC, le Racing s'impose avec une victoire 2-0 à la Meinau et une défaite 1-0 au retour à San Siro. Contre le FC Barcelone, le RCS obtient un match nul à la Meinau (0-0) puis se fait rejoindre au score en fin du match au Camp Nou (2-2). Le match d'appui se solde par un match nul (0-0) au Camp Nou et le Racing se qualifie au tirage au sort. En quart de finale, les Alsaciens s'inclinent nettement contre Manchester United (0-5 puis 0-0 à Old Trafford),.
Dans l'édition 1965-1966 de la Coupe des villes de foires, le RCS retrouve le Milan AC. Après une victoire de chaque équipe et un score de 1-1 en match d'appui, les deux clubs sont départagés par un tirage au sort qui est défavorable au RC Strasbourg. Le Racing accède en 1966 pour la quatrième fois à la finale de la Coupe de France. Opposé au tout nouveau champion de France, le FC Nantes, le Racing déjoue les pronostics en emportant son second trophée sur le score de 1-0. L'année suivante en Coupe d'Europe des vainqueurs de coupe, le club élimine le FC Steaua Bucarest avant de s'incliner contre le Slavia Sofia en huitième de finale.

### Heures de gloire puis années de crise (1970-1992)

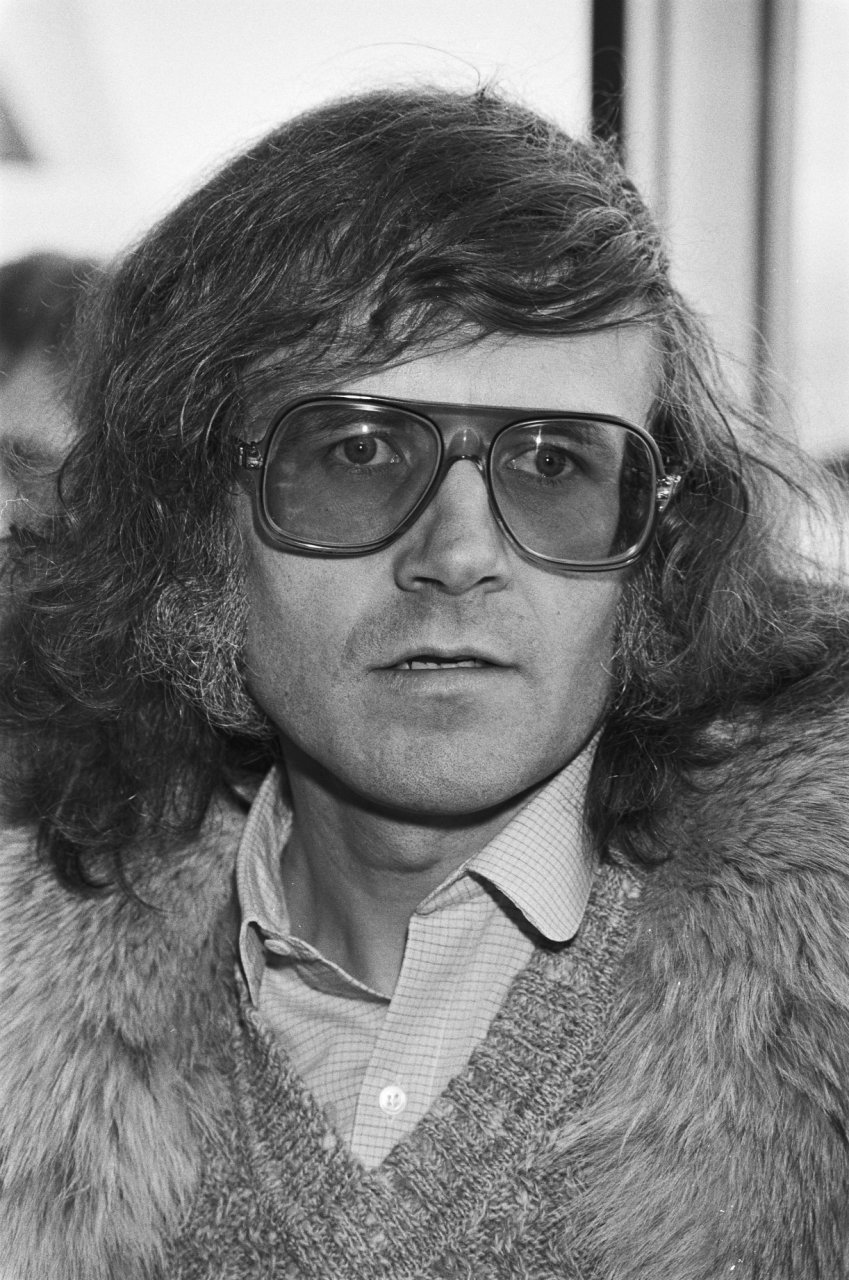
Gilbert Gress, l'entraîneur des champions de France 1979.

Le RC Strasbourg fusionne en 1968 avec l'AS Meinau car ce dernier possédait un terrain qui intéressait le premier. Deux ans plus tard, la fusion de ce nouveau club avec les Pierrots repose sur des raisons sportives et financières : les Pierrots viennent de remporter les deux derniers Championnats de France amateurs et avaient des ressources ; ce n'était pas le cas du Racing qui avec cette alliance allait se retrouver avec une masse importante de joueurs de qualité et des finances équilibrées. Ainsi est créé le Racing Pierrots Strasbourg-Meinau (RPSM). Certains membres des Pierrots, insatisfaits par la fusion, recréent un club amateur, alors que le RPSM vit deux descentes en Division 2 en 1971 et 1976. 
En 1977, le club retrouve son nom de Racing Club de Strasbourg et remporte son premier titre de champion de Division 2. Nouvellement promu en Division 1, le Racing emmené par son nouvel entraîneur Gilbert Gress finit à une étonnante troisième place du championnat 1977-1978 tandis que l'AS Monaco, autre promu, obtient le titre.
La saison suivante, le Racing prend la tête du championnat après la cinquième journée et s'y maintient malgré la poussée des grands du championnat de l'époque, le FC Nantes et l'AS Saint-Étienne. Lors de la dernière journée de championnat, Les Strasbourgeois n'ont besoin que d'un match nul à l'Olympique lyonnais pour assurer le titre. Le Racing l'emporte 3-0 et devient champion de France 1979, avec une équipe très régionale : en deuxième mi-temps du match de Lyon, le Racing compte dans ses rangs pas moins de sept natifs d'Alsace, en plus de l'entraîneur.
Le Racing arrive à tenir son rang lors de la saison suivante, finissant à la cinquième place du championnat sans toutefois peser dans la lutte pour la victoire finale. Le titre de 1979 permet au RC Strasbourg de se qualifier pour la Coupe des clubs champions européens 1979-1980. Après avoir éliminé les Norvégiens de l'IK Start (victoires 2-1 et 4-0), le RCS s'incline 1-0 en match aller du deuxième tour sur le terrain du champion de Tchécoslovaquie, le Dukla Prague. Au match retour, Strasbourg s'impose 1-0 lors du temps réglementaire et se qualifie en marquant un deuxième but pendant la prolongation. Opposé au prestigieux club de l'Ajax Amsterdam en quart de finale, le Racing obtient le nul à la Meinau (0-0) avant de perdre au retour (4-0) et de quitter la compétition.

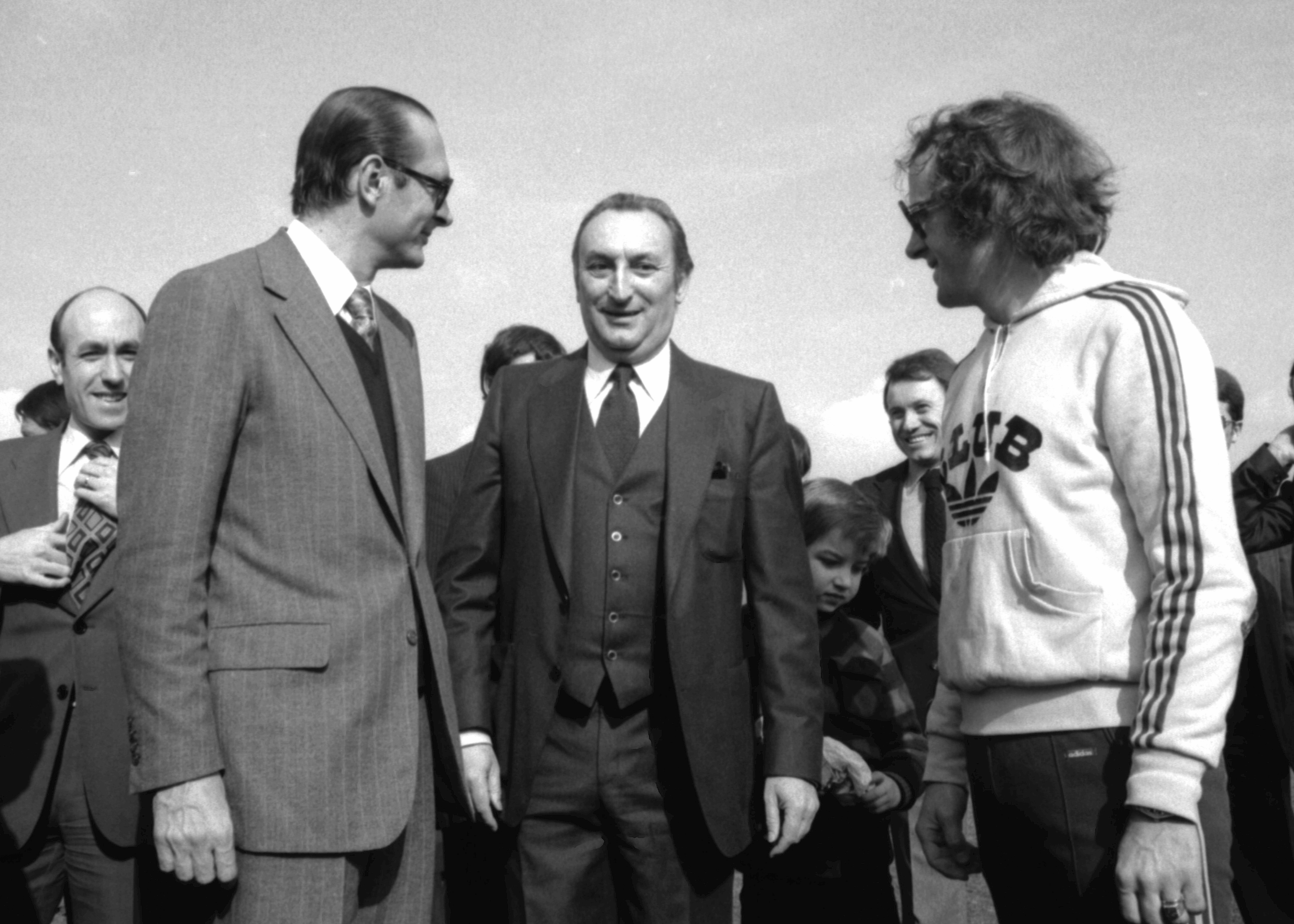
Jacques Chirac avec André Bord et Gilbert Gress en 1979.

En 1980, de profonds désaccords opposent Gilbert Gress au nouveau président André Bord et la décision est prise de limoger l'entraîneur après la réception du champion en titre, le FC Nantes, le 23 septembre 1980. Durant tout le match des slogans hostiles au président sont lancés et la défaite 2-1 provoque des émeutes inédites à la Meinau : le stade est mis à sac et Gilbert Gress est porté par la foule,. Les résultats sportifs se dégradent ensuite peu à peu et le RCS descend en division inférieure en 1986. Après un second titre de champion de France de D2 en 1988, le Racing connaît à nouveau la relégation la saison suivante. Il termine consécutivement trois fois de suite en deuxième position du championnat et après avoir échoué deux fois en barrages d'accession, retrouve la Division 1 en 1992 grâce au retour de Gilbert Gress en triomphant sur le Stade rennais 0–0 puis 4-1 à domicile devant une affluence avoisinant les 40 000 spectateurs. Gilbert Gress restera entraîneur du club pendant 3 saisons, 1 montée en D1, 1 saison 7 ème et 1 saison 11 ème. 

### Victoires en coupes et participations régulières en coupes d'Europe (1992-2007)

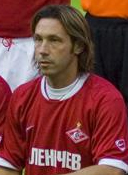
Aleksandr Mostovoï dirige le jeu du RCS de 1994 à 1996.

À l'été 1994, l'effectif comprenant les futurs internationaux Frank Lebœuf et Marc Keller est renforcé par les arrivées notamment de Franck Sauzée, d'Alexander Vencel et d'Aleksandr Mostovoï surnommé le tsar. Le Racing atteint cette saison-là la finale de la Coupe de France 1995, où Paul Le Guen donne la victoire au Paris Saint-Germain 1-0. Au début de la saison 1995-1996, le Racing remporte la Coupe Intertoto et se qualifie ainsi pour la Coupe UEFA. L'aventure s'achève en seizième de finale face à l'AC Milan de Paolo Maldini, George Weah et Roberto Baggio après deux défaites 1-0 et 2-1. En mai 1996, Frank Lebœuf fait ses adieux à la Meinau après six ans à Strasbourg. Lors de la saison 1996-1997, le Racing remporte son premier titre national depuis 1979 en ramenant à Strasbourg la Coupe de la Ligue après une victoire face aux Girondins de Bordeaux aux tirs au but.
En 1997, la municipalité de Strasbourg cède les 49 % qu'elle détient dans le capital du club au groupe de management sportif International Management Group (IMG) et Patrick Proisy devient le nouveau président du club. Lors de la première saison 1997-1998, le RC Strasbourg réalise un beau parcours en Coupe UEFA, avec des qualifications face aux Glasgow Rangers et au Liverpool Football Club,. En huitième de finale, le Racing bat 2-0 l'Inter Milan de Ronaldo au stade de la Meinau mais sera sorti de cette compétition après une défaite 3-0 au match retour en Italie. En 2001 et après deux saisons moyennes en championnat, les Strasbourgeois parviennent à remporter la Coupe de France mais descendent en Division 2. Les relations entre le propriétaire du club et les supporters sont de plus en plus compliquées et le club doit renoncer un temps à l'appellation « Racing club de Strasbourg » à la suite d'un conflit avec le Racing omnisports, titulaire du numéro d'accréditation de la fédération. Après une remontée en Division 1 en 2002, IMG parachève l'aventure à Strasbourg et cède le club à des investisseurs locaux en 2003,.
Sous la direction de Jacky Duguépéroux et du trio offensif Alexander Farnerud - Mamadou Niang - Mickaël Pagis, le club remporte un nouveau titre avec la Coupe de la Ligue 2005 en battant en finale le Stade Malherbe de Caen. Après le départ de Niang à l'été 2005, l'équipe évolue toute la saison en zone de relégation et descend en deuxième division. Paradoxalement, le Racing effectue un bon parcours en Coupe UEFA et se hisse jusqu’en huitièmes de finale après avoir terminé premier en phase de groupe avec notamment un match nul 1-1 sur le terrain de l'AS Rome. Le Racing parvient à obtenir une remontée immédiate dès la saison suivante.

### Chute sportive et statut amateur (2007-2016)

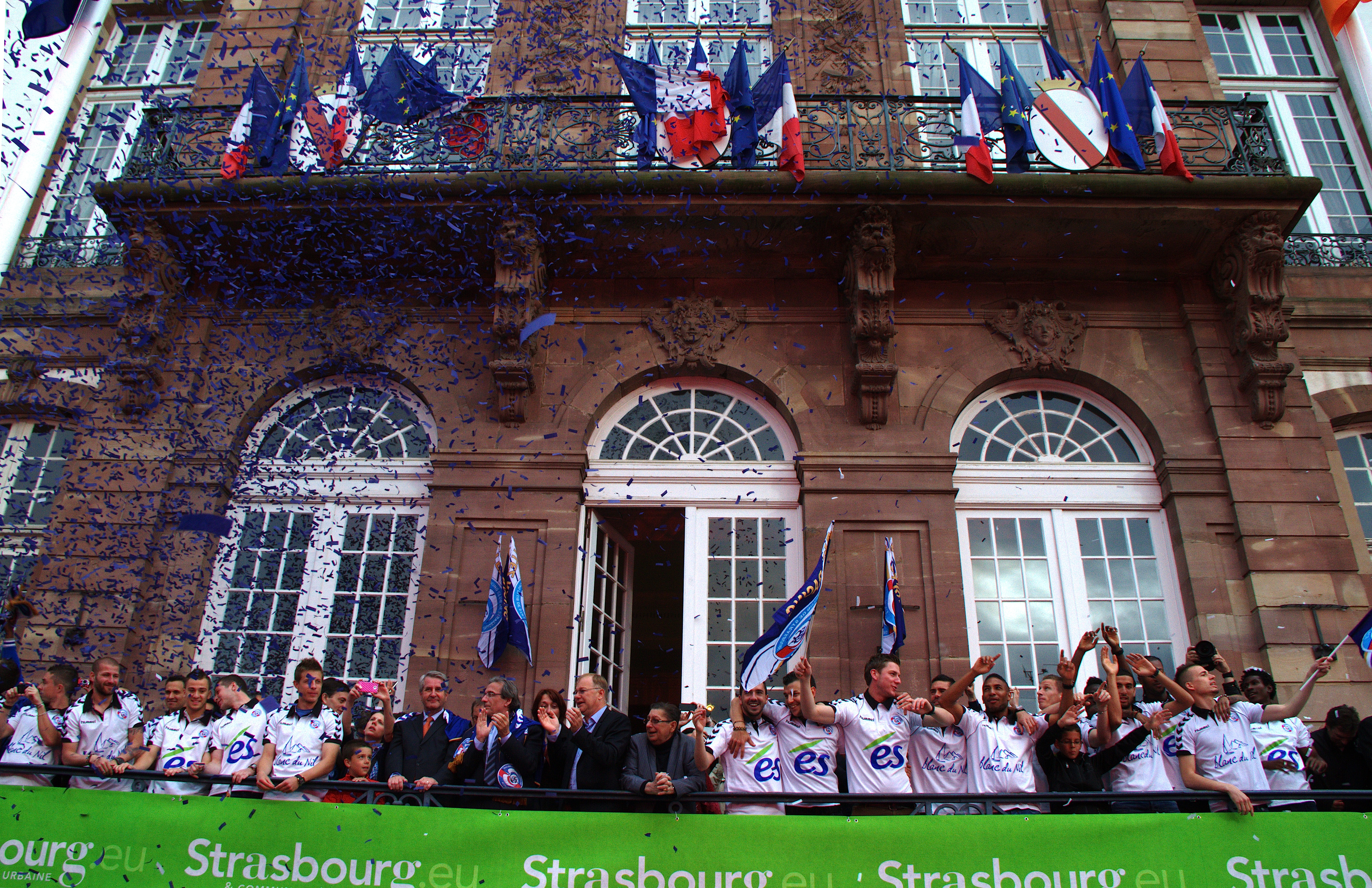
Réception des joueurs et dirigeants à l'hôtel de ville, le 3 juin 2013, après la remontée en National.

Lors de la saison 2007-2008 de Ligue 1 les résultats du club sont encourageants avec une place en milieu de classement aux deux tiers du championnat. Mais une succession de onze défaites le condamnent à un retour en Ligue 2. En L2, le RCS est en tête du championnat une bonne partie de la saison et deuxième à une journée de la fin, mais il termine quatrième après une dernière défaite sur le terrain du Montpellier HSC, manquant pour un point l'objectif de remontée immédiate. La saison 2009-2010 est marquée par une instabilité extra-sportive matérialisée par des changements de présidents et d'entraîneurs. Les performances sportives sont médiocres et l'équipe descend en championnat National, soit en troisième division.
En National, la saison 2010-2011 commence de manière catastrophique : le club, mal préparé, est relégable après cinq journées. Le Racing se reprend mais, malgré une « improbable remontée », échoue au pied du podium et d'une promotion dans le championnat supérieur. Parallèlement, les problèmes extra-sportifs s'accumulent à l'été 2011. Le Racing est relégué administrativement pour raisons financières en CFA, championnat de quatrième niveau, et perd son statut du club professionnel. Après un redressement judiciaire et une liquidation prononcée le 22 août 2011, l'équipe participe au championnat de CFA 2 2011-2012,. Le club obtient immédiatement sa promotion en CFA puis, se trouvant dans une position financière délicate, est racheté par un groupe d'investisseurs mené par Marc Keller.
Au début de la saison 2012-2013, pour tenir compte du soutien financier de la Région Alsace, le club accole le nom de sa région à son nom et devient le Racing Club de Strasbourg Alsace. Le club gagne 2-3 le dernier match de la saison contre l'Union sportive raonnaise, leader du championnat depuis la 20e journée. À égalité de points, mais suivant la règle du goal-average particulier, le Racing remporte le titre en ayant été premier uniquement pendant les 48 dernières minutes de la saison. Avec cette deuxième montée consécutive, le Racing accède au National : il ne parvient pas à se maintenir sportivement, mais est finalement repêché in extremis. En 2015-2016, le RCS est champion d'automne puis domine la deuxième moitié de la saison pour finalement remporter le championnat, ce qui lui permet d'accéder à la Ligue 2 et de retrouver le statut professionnel cinq ans après la rétrogradation administrative en CFA 2.

### Retour dans le monde professionnel (2016-2023)

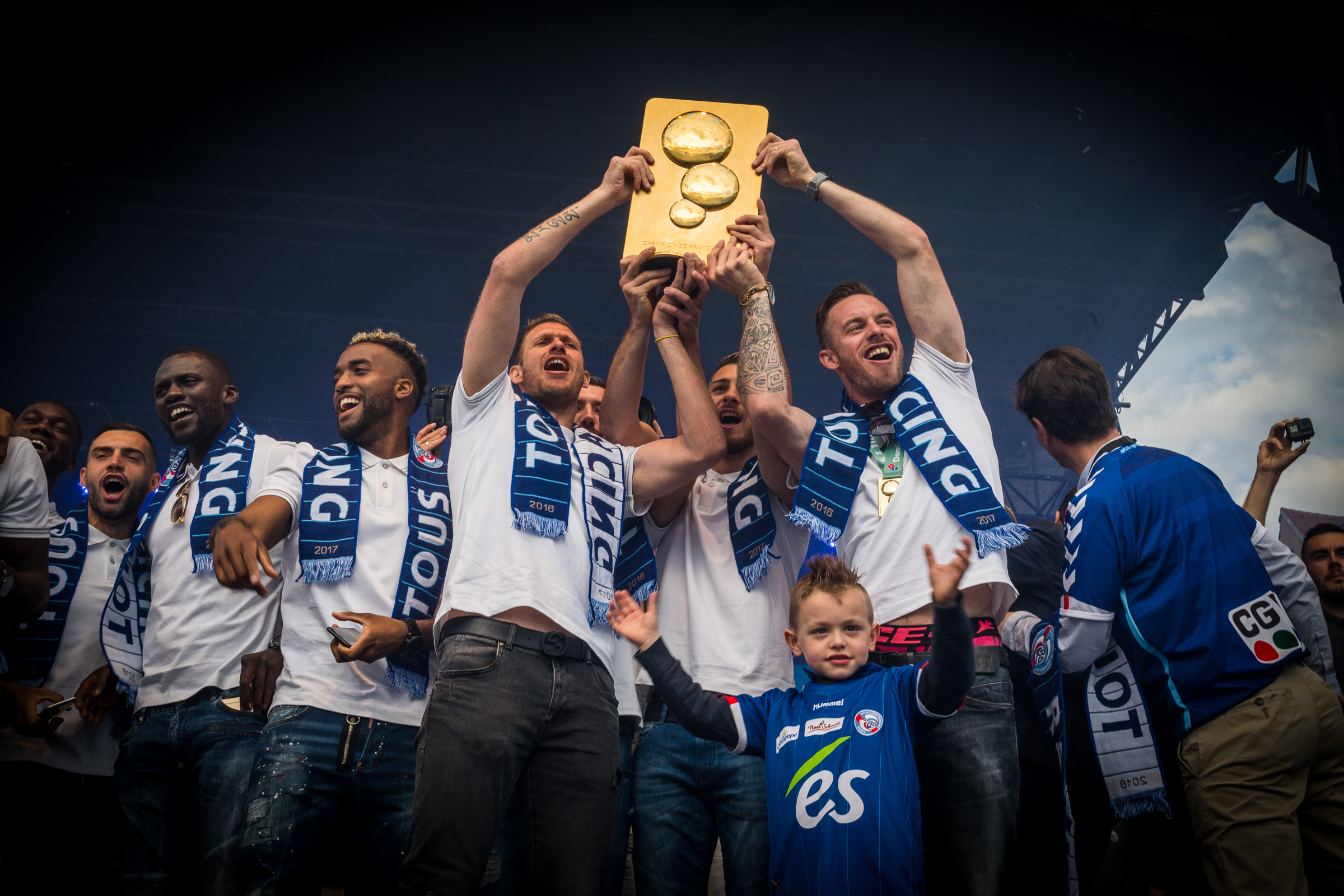
Le RCS termine champion de Ligue 2 et fête son titre sur la place Kléber le 20 mai 2017.

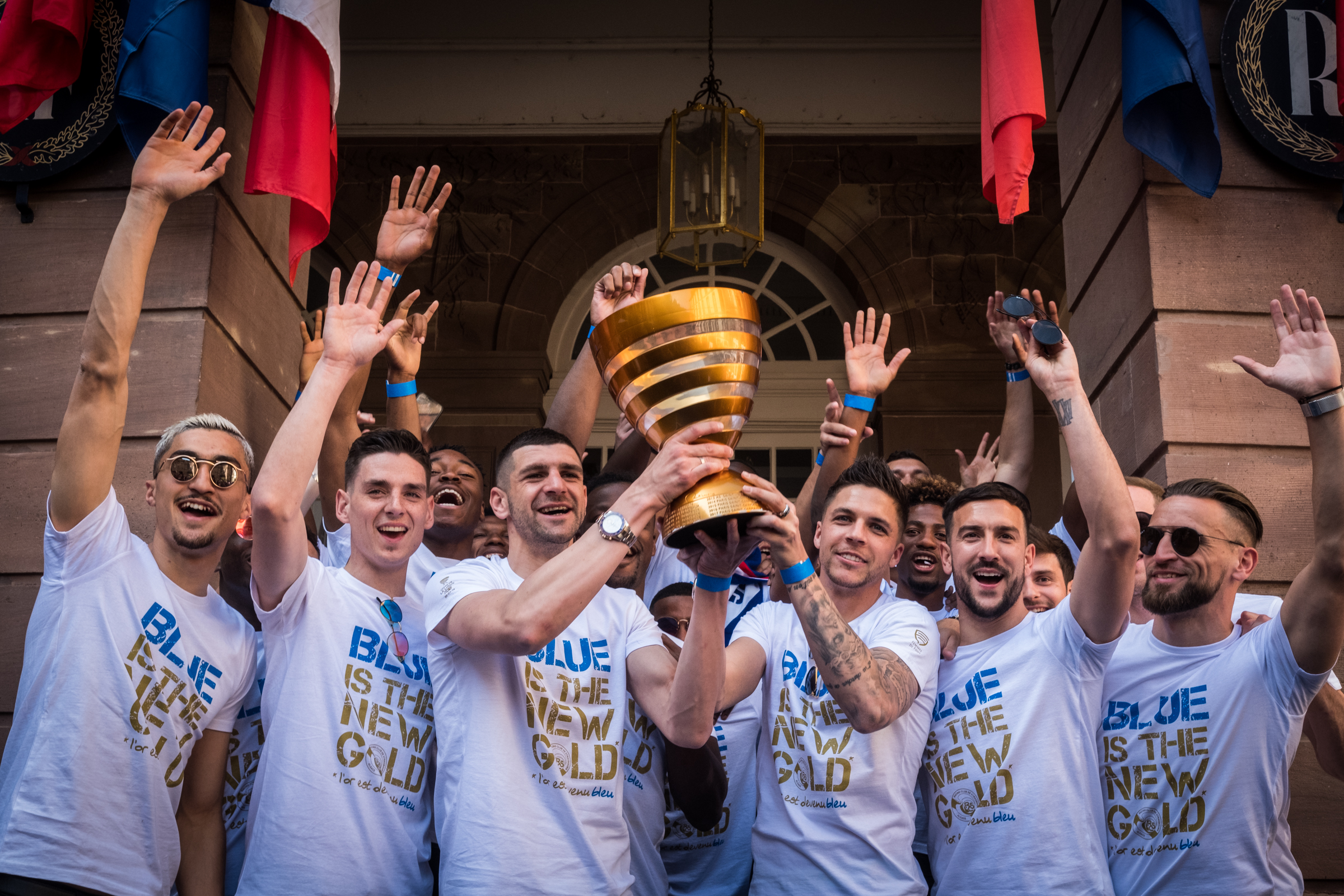
Le RCS présente la Coupe de la Ligue à l’Hôtel de ville de Strasbourg le 31 mars 2019.

Le 27 mai 2016, le RC Strasbourg obtient son accession en Ligue 2 et retrouve le statut professionnel cinq ans après son dépôt de bilan.
Le club, bien qu'annonçant le maintien comme objectif principal, termine champion et est promu en Ligue 1 lors de la dernière journée d'un championnat très disputé. Il réussit ainsi une double montée, de National en Ligue 1.
Le 2 décembre 2017, le RCS devient le premier club de la saison à battre le Paris Saint-Germain FC (2-1).
Le 30 mars 2019, le RC Strasbourg remporte la Coupe de la Ligue pour la quatrième fois de son histoire en s'imposant aux tirs au but face à l'En Avant Guingamp (0-0 a.p - 4-1 t.a.b). Le RC Strasbourg se qualifie pour le deuxième tour préliminaire de la Ligue Europa 2019-2020, où il éliminera les Israéliens du Maccabi Haïfa, puis les Bulgares du PFK Lokomotiv Plovdiv. Strasbourg est finalement éliminé par l'Eintracht Francfort lors des barrages, après avoir gagné 1-0 le match aller.

### Rachat du club (2023)
Le 22 juin 2023, Marc Keller annonce que le RC Strasbourg a signé un accord avec BlueCo, un consortium d'investisseurs américains, pour devenir le nouvel actionnaire du club alsacien,. Concernant ce rachat, BlueCo déclare : « C’est un honneur pour nous de faire partie de ce club historique. Nous nous engageons à préserver l’héritage du Racing et à travailler en étroite collaboration avec Marc et son équipe de direction afin de poursuivre l’excellent travail qu’ils ont accompli »,.

## Résultats sportifs

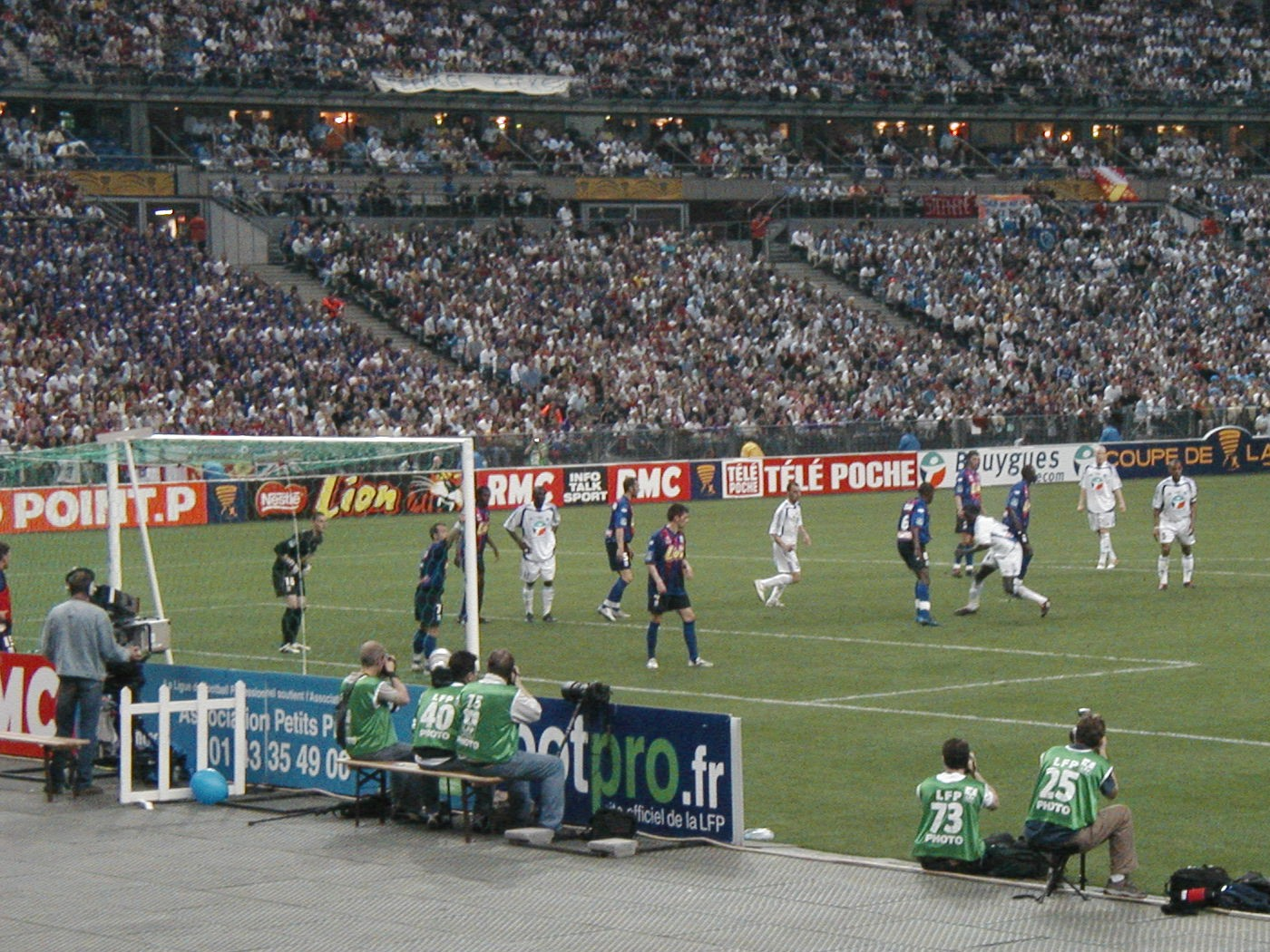
Finale victorieuse de la Coupe de la Ligue 2005.

### Palmarès
Le Racing Club de Strasbourg a remporté un titre de champion de France, trois Coupes de France et quatre Coupes de la Ligue, dont trois dans l'ère moderne de la Coupe de la Ligue depuis 1995. Le dernier titre du club strasbourgeois est la Coupe de la Ligue 2018-2019, remportée face à Guingamp au stade Pierre Mauroy de Villeneuve-d'Ascq. Si on exclut la Coupe de la Ligue 1964, le RCS est chronologiquement le deuxième club à avoir réussi à remporter les trois trophées majeurs français après le Paris Saint-Germain Football Club.
Le tableau suivant liste le palmarès du Racing Club de Strasbourg dans les différentes compétitions officielles au niveau national, international, régional ainsi que le palmarès des équipes de jeunes et de l'équipe réserve. Le Racing a également remporté divers tournois amicaux saisonniers, comme la Coupe Kaiserstuhl en 2002, le Trophée Philippe Schuth en 2002, le Tournoi de Strasbourg en 1980 et le Tournoi des As en 1980.
| Compétitions nationales | Compétitions internationales |
| --- | --- |
| - Championnat de France (1) - Champion en 1979. - Vice-champion en 1935. - Championnat de France de D2 (3) - Champion en 1977, 1988 et 2017. - Vice-champion en 1972 et 2002. - Coupe de France (3) - Vainqueur en 1951, 1966 et 2001. - Finaliste en 1937, 1947 et 1995. - Coupe de la Ligue (3) - Vainqueur en 1997, 2005 et 2019. - Trophée des champions - Finaliste en 2001. Anciennes compétitions - Coupe de la Ligue ancienne version (1) - Vainqueur en 1964. - Coupe Charles Drago - Finaliste en 1961. Championnats amateurs - National (1) - Champion en 2016 - CFA (1) - Vainqueur du groupe B en 2013 - CFA 2 (1) - Vainqueur du groupe C en 2012. | - Coupe d'Europe des clubs champions (C1) - Quart de finaliste en 1980. - Ligue Europa (C3) - Huitième de finaliste en 1979, 1998, 2006. Anciennes compétitions - Coupe Intertoto (1) - Vainqueur en 1995. - Coupe des villes de foires - Quart de finaliste en 1965. - Coupes des coupes (C2) - Huitième de finaliste en 1967. |
| - Championnat de France (1) - Champion en 1979. - Vice-champion en 1935. - Championnat de France de D2 (3) - Champion en 1977, 1988 et 2017. - Vice-champion en 1972 et 2002. - Coupe de France (3) - Vainqueur en 1951, 1966 et 2001. - Finaliste en 1937, 1947 et 1995. - Coupe de la Ligue (3) - Vainqueur en 1997, 2005 et 2019. - Trophée des champions - Finaliste en 2001. Anciennes compétitions - Coupe de la Ligue ancienne version (1) - Vainqueur en 1964. - Coupe Charles Drago - Finaliste en 1961. Championnats amateurs - National (1) - Champion en 2016 - CFA (1) - Vainqueur du groupe B en 2013 - CFA 2 (1) - Vainqueur du groupe C en 2012. | Compétitions régionales |
| - Championnat de France (1) - Champion en 1979. - Vice-champion en 1935. - Championnat de France de D2 (3) - Champion en 1977, 1988 et 2017. - Vice-champion en 1972 et 2002. - Coupe de France (3) - Vainqueur en 1951, 1966 et 2001. - Finaliste en 1937, 1947 et 1995. - Coupe de la Ligue (3) - Vainqueur en 1997, 2005 et 2019. - Trophée des champions - Finaliste en 2001. Anciennes compétitions - Coupe de la Ligue ancienne version (1) - Vainqueur en 1964. - Coupe Charles Drago - Finaliste en 1961. Championnats amateurs - National (1) - Champion en 2016 - CFA (1) - Vainqueur du groupe B en 2013 - CFA 2 (1) - Vainqueur du groupe C en 2012. | - Championnat d'Alsace (3) - Champion en 1923, 1924 et 1927. - Coupe d'Alsace (7), - Vainqueur en 1952, 1955, 1958, 1960, 1961, 1980 et 1993. - Finaliste en 1954, 1956, 1969, 1970 et 1978. - Championnat de Dordogne (1) - Champion en 1940. Anciennes compétitions - Gauliga Elsaß - Vice-champion en 1941, 1942 et 1943.    |

| Équipe réserve | Équipes de jeunes |
| --- | --- |
| - Division 3 (1) - Vainqueur du groupe Est en 1980. - Division 4 (2) - Vainqueur du groupe C en 1986 et 1988. - CFA 2 (1) - Vainqueur du groupe C en 2011. - Division d'Honneur Alsace (1) - Champion en 2015 - Coupe d'Alsace (3), - Vainqueur en 2006, 2008 et 2010. - Finaliste en 2007. | - Coupe Gambardella (2) - Vainqueur en 1965 et 2006. - Finaliste en 2003. - Championnat de France des moins de 18 ans (1) - Champion en 1992,. - Tournoi de Quevilly (16 ans) (1) - Vainqueur en 2008. - Championnat de France des cadets (1) - Champion en 1976. - Finaliste en 1975. - Coupe nationale des benjamins - Finaliste en 2004. |

### Records et distinctions

#### Joueurs et entraîneurs

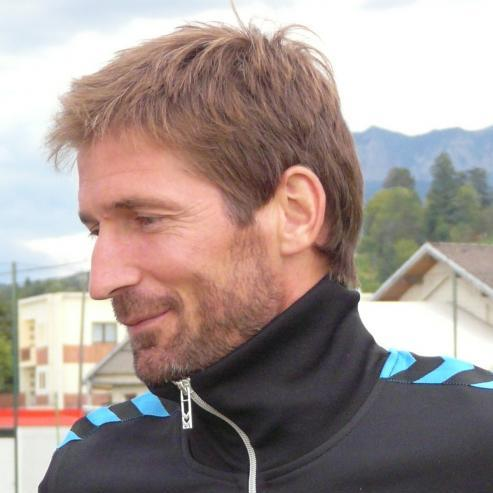
Stéphane Cassard, Étoile d'or du meilleur gardien de la saison 2004-2005 de Ligue 1.

Le joueur ayant disputé le plus grand nombre de matchs de championnat sous le maillot du RC Strasbourg est le défenseur René Hauss : il joue 516 matchs (pour 13 buts marqués) de 1949 à 1968, dont 424 matchs de Division 1. Vient ensuite le gardien de but Dominique Dropsy avec 406 rencontres entre 1973 et 1984, dont 372 en Division 1. Dans les années 2000, Guillaume Lacour et Stéphane Cassard totalisent le plus de matchs de championnat sous le maillot du Racing, avec respectivement 243 et 204 matchs.
Le buteur le plus prolifique du club est l'Allemand Oskar Rohr, qui inscrit 118 buts en l'espace de cinq saisons et 150 matchs de 1934 à 1939. Le deuxième est le champion de France 1979 Albert Gemmrich avec 94 buts marqués en sept saisons de 1973 à 1979 puis en 1983-1984.
En 1978, Gilbert Gress est désigné entraîneur français de l'année par le magazine France Football, et Léonard Specht meilleur jeune joueur. En 1990, l'attaquant Didier Monczuk est nommé meilleur joueur de deuxième division. Le gardien Dominique Dropsy obtient l'Étoile d'or du footballeur le plus performant et régulier de la saisonen 1980-1981 de Division 1. Alexander Vencel obtient l'Étoile d'or du meilleur gardien du championnat de Division 1 1998-1999. Stéphane Cassard reçoit lui l'Étoile d'or du meilleur gardien de Ligue 1 2004-2005, puis le Trophées UNFP du meilleur gardien de Ligue 2 en 2007.

#### Championnat et coupes d'Europe de l'UEFA
La plus large victoire en championnat de Division 1 est acquise à domicile contre l'US Valenciennes-Anzin lors de la saison 1937-1938 sur le score de 10-0. À l'extérieur, la plus grande victoire date de la saison 1936-1937 : 9-1 sur le terrain du FC Mulhouse. Les défaites les plus larges sont encaissées à domicile contre le Lille OSC (0-6 en 1948-1949) et à l'extérieur contre le Limoges FC (0-8 en 1959-1960). Lors de la saison 2007-2008, le RC Strasbourg subit onze défaites consécutives sur les onze dernières journées de la saison. Le record absolu en championnat de première division est partagé par le Cercle athlétique de Paris avec douze défaites consécutives en 1933-1934, et par le Grenoble Foot 38 qui démarre le championnat 2009-2010 par douze défaites lors des douze premières journées.
Dans les compétitions de l'UEFA, les plus larges victoires sont remportées en Coupe Intertoto 1995 (RC Strasbourg-FC Wacker Innsbruck 6-1) et en Coupe UEFA 2005-2006 (RC Strasbourg-Grazer AK 5-0). Les plus larges défaites du Racing ont lieu en Coupe UEFA 1978-1979 (MSV Duisbourg-RC Strasbourg 4-0) et en Coupe des clubs champions européens 1979-1980 (Ajax Amsterdam-RC Strasbourg 4-0).

#### Transferts les plus coûteux
Les deux tableaux ci-dessous synthétisent les plus grosses ventes et achats de joueurs dans l'histoire du club strasbourgeois.
| Rang | Joueur             | Montant | Provenance            | Date       |
| ---- | ------------------ | ------- | --------------------- | ---------- |
| 1er  | Abakar Sylla       | 20 M€   | FC Bruges             | 15.07.2023 |
| 2e   | Joaquín Panichelli | 16 M€   | Deportivo Alavés      | 27.07.2025 |
| 3e   | Mathis Amougou     | 15 M€   | Chelsea FC            | 12.07.2025 |
| 4e   | Emanuel Emegha     | 13 M€   | Sturm Graz            | 22.07.2023 |
| 5e   | Sékou Mara         | 12 M€   | Southampton FC        | 21.08.2024 |
| 6e   | Sebastian Nanasi   | 11 M€   | Malmö FF              | 22.08.2024 |
| 7e   | Junior Mwanga      | 10 M€   | Girondins de Bordeaux | 08.08.2023 |
| 8e   | Habib Diallo       | 10 M€   | FC Metz               | 05.10.2020 |
| 9e   | Dilane Bakwa       | 10 M€   | Girondins de Bordeaux | 08.08.2023 |
| 10e  | Mamadou Sarr       | 10 M€   | Olympique lyonnais    | 22.08.2024 |
| 11e  | Guéla Doué         | 6 M€    | Stade Rennais FC      | 25.07.2024 |
| 11e  | Félix Lemaréchal   | 6 M€    | AS Monaco             | 13.08.2024 |

| Rang | Joueur                | Montant | Destination            | Date       |
| ---- | --------------------- | ------- | ---------------------- | ---------- |
| 1er  | Habib Diarra          | 31,5 M€ | Sunderland AFC         | 01.07.2025 |
| 2e   | Habib Diallo          | 18 M€   | Al-Shabab FC           | 13.08.2023 |
| 3e   | Mohamed Simakan       | 15 M€   | RB Leipzig             | 22.03.2021 |
| 4e   | Jeanricner Bellegarde | 15 M€   | Wolverhampton FC       | 01.09.2023 |
| 5e   | Youssouf Fofana       | 15 M€   | AS Monaco              | 29.01.2020 |
| 6e   | Mamadou Sarr          | 14 M€   | Chelsea FC             | 09.06.2025 |
| 6e   | Jean-Eudes Aholou     | 14 M€   | AS Monaco              | 24.07.2018 |
| 8e   | Péguy Luyindula       | 9 M€    | Olympique lyonnais     | 31.08.2001 |
| 9e   | Matz Sels             | 8 M€    | Nottingham Forest      | 01.02.2024 |
| 10e  | Mamadou Niang         | 7 M€    | Olympique de Marseille | 01.07.2005 |
| 11e  | Ludovic Ajorque       | 6 M€    | FSV Mayence            | 24.01.2023 |
| 11e  | Sidi Keita            | 6 M€    | RC Lens                | 01.07.2006 |

#### Affluence et classement IFFHS
La plus grosse affluence à domicile est de 39 033 spectateurs le 20 novembre 1992 lors d'une rencontre de Division 1 contre l'Olympique de Marseille, meilleure équipe française du moment et quadruple championne nationale en titre, laquelle rencontre se termine sur un match nul 2-2. La deuxième meilleure affluence est réalisée le 12 avril 1995 pour la réception du Football Club de Metz en demi-finale de la Coupe de France. Ce sont alors 36 229 spectateurs qui assistent à la victoire 1-0 du Racing sur un but d'Yvon Pouliquen.
En 2012-2013, en CFA, le Racing bat le record d'affluence de cette division lors du derby face au FC Mulhouse, où 20 044 spectateurs étaient présents à la Meinau. En outre, l'affluence au cours de la saison a été de 8 532 spectateurs en moyenne. À noter que lors de leur dernier déplacement à Raon-l'Étape pour le compte de la 34e journée, 2 800 places ont été autorisées à la vente pour les Strasbourgeois, ces places se sont écoulées en moins de 9 h.
Le 22 mai 2015 le match de championnat de National (3e Division) 2014-2015 comptant pour la 34e journée : RC Strasbourg - US Colomiers (2-0) à la Meinau est suivi par 27 820 spectateurs constituant ainsi le record d'affluence pour un match de cette division. Celui-ci fut arbitré par Alexandre Castro, ainsi que Michel Dolmadjian et Jérémy Matteucci.
Le RC Strasbourg est classé une fois dans le top 25 mondial des clubs établi par l'IFFHS : le club est 17e au classement mondial des clubs de l'année 1995. Au classement mondial perpétuel des clubs établi sur la période allant de 1991 à 2008, le Racing est classé 10e club français et 115e club mondial.

### Bilan
Le Racing Club de Strasbourg participe au championnat national professionnel à partir de 1933 et évolue pour la première fois en première division lors de la saison 1934-1935. Depuis, il a participé à 56 saisons au plus haut niveau. Il est le cinquième club français à atteindre la barre des 2 000 matchs au sein de l'élite. Les succès du club sont régulièrement entrecoupés par des relégations en deuxième division. Après 2010, des problèmes sportifs et financiers causent une chute du club jusqu'en cinquième division nationale.
Le récapitulatif des matchs disputés par le RC Strasbourg dans les différentes compétitions professionnelles et amateurs, à l'issue de la saison 2018-2019, s'établit comme suit. Pour les matchs de coupe, ni les tirs au but ni les tirages au sort ne sont pris en compte. La Coupe de la Ligue est comptabilisée à partir de l'édition 1994-1995.
Bilan du RC Strasbourg en championnat et coupes à l'issue de la saison 2024-2025,,
| Championnat                   | Saisons | Titres | J    | G   | N   | P   | Bp   | Bc   | Diff |
| ----------------------------- | ------- | ------ | ---- | --- | --- | --- | ---- | ---- | ---- |
| Division 1 / Ligue 1          | 64      | 1      | 2301 | 785 | 628 | 888 | 3183 | 3370 | -187 |
| Division 2 / Ligue 2          | 16      | 3      | 568  | 301 | 138 | 129 | 1068 | 580  | +488 |
| National                      | 4       | 1      | 142  | 62  | 49  | 31  | 177  | 115  | +62  |
| CFA / National 2              | 1       | 0      | 34   | 17  | 11  | 6   | 47   | 29   | +18  |
| CFA 2 / National 3            | 1       | 0      | 30   | 21  | 7   | 2   | 66   | 14   | +52  |
| Coupes nationales             | Saisons | Titres | J    | G   | N   | P   | Bp   | Bc   | Diff |
| Coupe de France               | 95      | 3      | 312  | 188 | 35  | 89  | 623  | 339  | +284 |
| Coupe de la Ligue             | 20      | 3      | 40   | 17  | 8   | 15  | 60   | 58   | +2   |
| Coupe Charles Drago           | 11      | 0      | 24   | 12  | 2   | 10  | 49   | 55   | -6   |
| Coupes d'Europe de l'UEFA     | Saisons | Titres | J    | G   | N   | P   | Bp   | Bc   | Diff |
| Coupe des clubs champions     | 1       | 0      | 6    | 3   | 1   | 2   | 8    | 6    | +2   |
| Coupe UEFA                    | 5       | 0      | 28   | 13  | 6   | 9   | 41   | 29   | +12  |
| Coupe des vainqueurs de coupe | 1       | 0      | 4    | 2   | 1   | 1   | 3    | 3    | 0    |
| Coupe Intertoto (1995-2008)   | 2       | 1      | 12   | 7   | 5   | 0   | 29   | 5    | +24  |
| Coupes d'Europe hors-UEFA     | Saisons | Titres | J    | G   | N   | P   | Bp   | Bc   | Diff |
| Coupe des villes de foires    | 3       | 0      | 14   | 4   | 5   | 5   | 16   | 26   | -10  |
| International football cup    | 1       | 0      | 6    | 1   | 0   | 5   | 9    | 20   | -11  |
| Coupe Intertoto (1967-1994)   | 1       | 0      | 6    | 1   | 2   | 3   | 6    | 11   | -5   |

## Personnalités

### Présidents

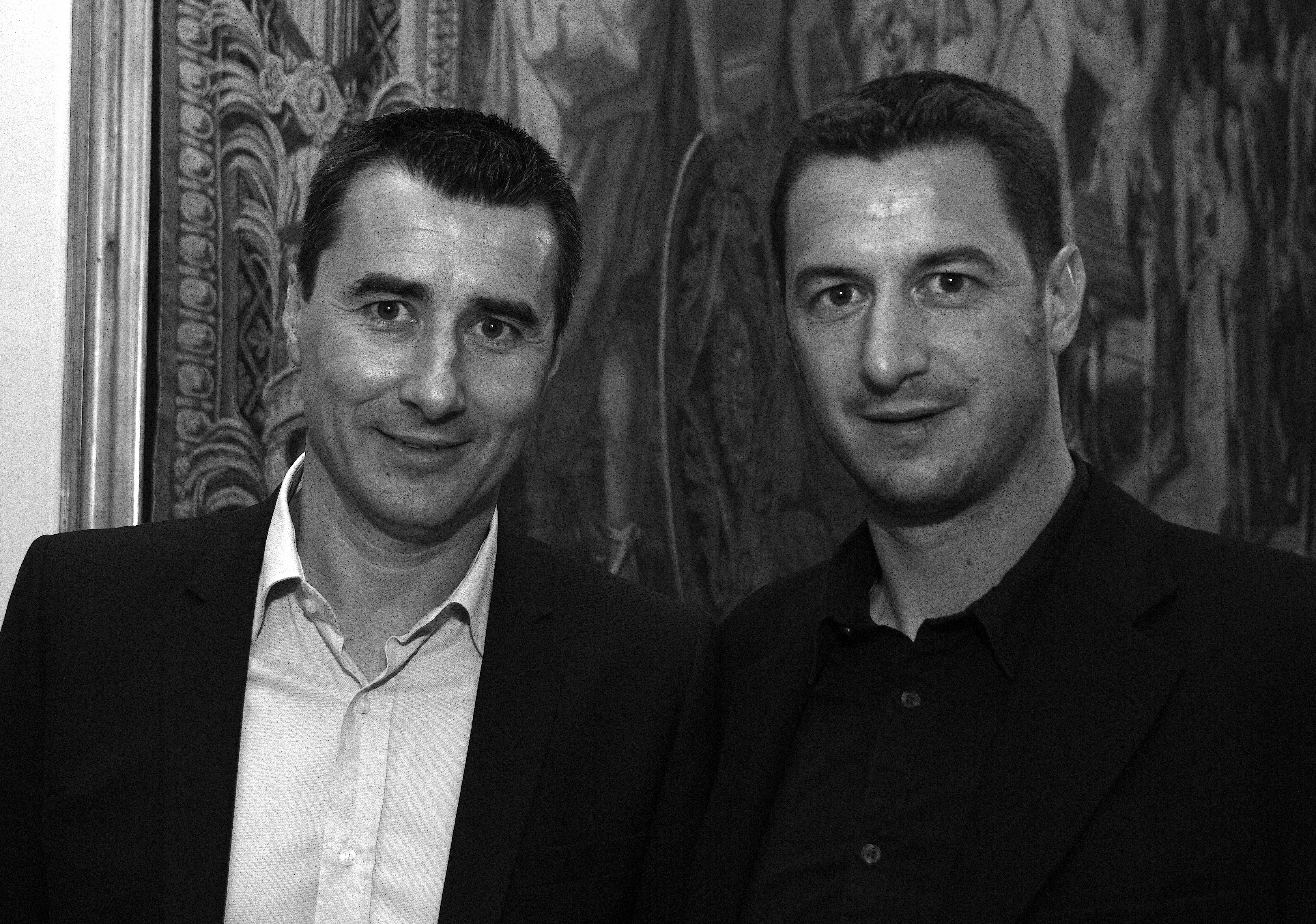
Marc Keller et François Keller en juin 2013.

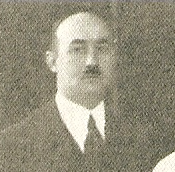
Charles Belling, ici lors de la saison 1922-1923, est président de 1919 à 1933.

Le premier président du club, Zuhlke, est nommé en 1909. De 1909 à 1933, le club est amateur et le président dirige toutes les sections sportives dont le football. Charles Belling, le quatrième à ce poste, est président de la section amateur de football jusqu'en 1933 et reste à la direction du club omnisports jusqu'en 1959. Joseph Heintz est le premier président de la section professionnelle de football en 1933. Après la liquidation judiciaire du club en août 2011, Patrick Spielmann, le président de l'association support RCS, devient de fait le 27e et nouveau président du club. Le repreneur du club Frédéric Sitterlé occupe ensuite le poste pendant deux mois, avant de laisser à nouveau la place Patrick Spielmann en décembre 2011.
Trois présidents occupent la fonction à deux reprises sur deux périodes distinctes, Joseph Heintz des années 1930 aux années 1960, Philippe Ginestet dans les années 2000 et Patrick Spielmann au début des années 2010. Joseph Heintz est aussi celui qui est le plus longtemps à la présidence du club à savoir pendant 25 ans. À l'autre extrémité, sept présidents se succèdent à la direction du club en l'espace de deux ans entre 2009 et 2010.

### Entraîneurs

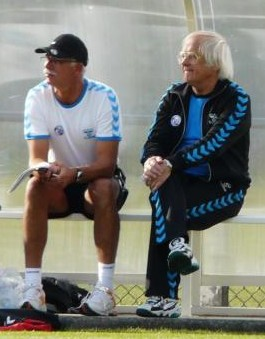
Gilbert Gress, ici à droite en compagnie de Pascal Janin en 2009, est l'entraîneur emblématique du club alsacien.

D'Oscar Bongard en 1928-1929 à Laurent Fournier au cours de la saison 2010-2011, 60 entraîneurs dont 51 différents se succèdent à la tête du RC Strasbourg,,. Durant cette période l'entraîneur reste en place en moyenne pendant un an et quatre mois, soit à peine plus qu'une saison de championnat. L'instabilité à ce poste est particulièrement forte pendant les années 1980 puisque 13 entraîneurs occupent le poste durant cette décennie marquée par deux descentes en deuxième division en 1986 et 1989,. Le RC Strasbourg est parfois surnommé l'« OM de l'Est » en raison des changements fréquents dans l'encadrement du club et en référence à l'instabilité du club marseillais,.
Jacky Duguépéroux est l'entraîneur le plus titré avec le Racing Club de Strasbourg puisqu'il remporte la Coupe Intertoto 1995 et les Coupes de la Ligue 1997 et 2005, ainsi que le National 2016. L'entraîneur emblématique du club alsacien est pourtant Gilbert Gress qui, à la tête de l'équipe, obtient le titre de champion de France en 1979 ainsi qu'une remontée en Division 1 en 1992. En 2000, les supporters élisent Gilbert Gress comme entraîneur du siècle en Alsace,. D'autres entraîneurs apportent des titres au club : le Racing remporte ainsi la Coupe de France sous les ordres de Charles Nicolas, Paul Frantz et Yvon Pouliquen en 1951, 1966 et 2001 respectivement. Robert Jonquet permet quant à lui au club de gagner l'ancienne version de la Coupe de la Ligue en 1964.
Gilbert Gress est l'entraîneur ayant dirigé le RC Strasbourg sur la période consécutive la plus longue, pendant trois ans et quatre mois de juin 1977 à septembre 1980. Seuls sept autres entraîneurs dirigent l'équipe pendant plus de deux ans de suite. Il s'agit de l'Autrichien Josef Blum dans les années 1930, l'Allemand Karl Bostelaar pendant la Seconde Guerre mondiale, Charles Nicolas, Robert Jonquet, Paul Frantz et Casimir Nowotarski jusqu'aux années 1970, et plus récemment Jacky Duguépéroux dans les années 1990. Jacky Duguépéroux est celui qui est au total le plus longtemps à la tête de l'équipe : il dirige l'équipe pendant 6 ans et 9 mois sur trois périodes distinctes, dépassant ainsi Gilbert Gress, à la tête de l'équipe pendant 6 ans et 6 mois sur trois périodes distinctes également. Sur le plan de la longévité, il devance Paul Frantz (5 ans et 5 mois répartis sur quatre périodes), Émile Veinante (4 ans et 7 mois sur trois périodes) et Pépi Humpal (4 ans sur deux périodes).
Parmi les entraîneurs du RCS, on compte 18 techniciens étrangers dont six Autrichiens, qui étaient notamment présents dans les années 1930 à l'époque de la grande équipe nationale autrichienne, le Wunderteam. De 1981 à 1983 l'entraîneur se nomme Roger Lemerre qui, après avoir dirigé le Racing, remporte notamment l'Euro 2000 et la Coupe des confédérations 2001 avec l'équipe de France. Jean-Marc Furlan est le seul entraîneur du Racing qui est maintenu à son poste malgré une relégation en division inférieure, celle de 2008 en Ligue 2 : lors des neuf autres descentes en deuxième division ou lors de la descente en troisième division en 2010, l'entraîneur responsable de l'équipe est en effet toujours écarté soit en cours de saison soit juste après la descente.

### Joueurs
| \| Dropsy Domenech Specht Novi Marx Deutschmann Ehrlacher (Duguépéroux) (Jouve) Piasecki Gemmrich Tanter Wagner \| Équipe-type de la saison 1978-1979 |
| Dropsy Domenech Specht Novi Marx Deutschmann Ehrlacher (Duguépéroux) (Jouve) Piasecki Gemmrich Tanter Wagner                                          |

#### Champions de France 1979

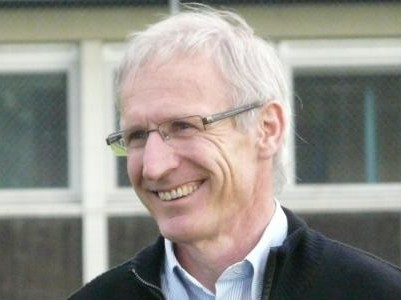
Léonard Specht, ici en 2009, champion de France 1979

L'équipe championne de France en 1979 a marqué l'histoire du club. Elle est entraînée par Gilbert Gress, lui-même ancien joueur strasbourgeois. Il la fait évoluer en 4-3-3 avec deux ailiers et un avant-centre. Le gardien titulaire est Dominique Dropsy. Dans l'équipe-type des joueurs ayant disputé le plus de rencontres au cours de cette saison, la défense se compose des latéraux Raymond Domenech et Jean-Jacques Marx ainsi que des défenseurs centraux Léonard Specht et le capitaine Jacques Novi. Au milieu de terrain, René Deutschmann et Yves Ehrlacher sont en soutien du milieu offensif Francis Piasecki. En attaque, Albert Gemmrich et Joël Tanter peuvent prendre les postes d'ailier ou d'avant-centre, tandis que Roland Wagner est un pur ailier droit. C'est notamment dans cette configuration que Strasbourg domine le favori au titre le FC Nantes au cours de la 3e journée puis le tenant du titre l'AS Monaco au cours de la 4e journée du championnat. Jacky Duguépéroux et Roger Jouve sont deux autres piliers de l'équipe 1979. Le premier, qui porte le brassard de capitaine lorsqu'il est titulaire, joue en défense ou à un poste de milieu défensif. Le second, blessé une partie de la saison, évolue au milieu de terrain.
| \| Remetter Specht Lebœuf Kaelbel Hauss Piasecki Mostovoï Osim Gemmrich Rohr Heisserer \| Équipe-type du XXe siècle |
| Remetter Specht Lebœuf Kaelbel Hauss Piasecki Mostovoï Osim Gemmrich Rohr Heisserer                                 |

#### Équipe-type duXXesiècle
En 1999, les supporters du Racing Club de Strasbourg élisent la composition d'une équipe-type du XXe siècle. Le gardien de but de ce onze idéal est François Remetter, titulaire en équipe de France lors des Coupes du monde 1954 et 1958. La défense est composée de Léonard Specht champion de France 1979, Frank Lebœuf qui a été libéro du RCS de 1990 à 1996, et de Raymond Kaelbel et René Hauss qui ont tous deux évolué à Strasbourg dans les années 1950 et 1960. Les trois milieux de terrain élus sont Ivica Osim meneur de jeu du Racing dans les années 1970, le champion de France 1979 Francis Piasecki, et le Russe Aleksandr Mostovoï, au club de 1994 à 1996. L'attaque comprend Oscar Heisserer, auteur de 64 buts pour Strasbourg entre 1934 et 1949, l'Allemand Oskar Rohr, qui a marqué à 118 reprises de 1934 jusqu'en 1939 en 150 matchs de championnat, et enfin le Haguenauvien Albert Gemmrich, champion de France 1979 et auteur dans les années 1970 de 90 buts en 213 matchs pour Strasbourg.

#### Équipe de France
Vingt-et-un joueurs ont disputé au moins un match sous le maillot de l'équipe de France alors qu'ils jouaient au Racing Club de Strasbourg, pour un total de 126 sélections. Le premier d'entre eux est l'attaquant Fritz Keller en 1934 qui marque trois buts en huit sélections et dispute la Coupe du monde 1934. Le joueur totalisant le plus de sélections en étant au Racing est le milieu de terrain Oscar Heisserer avec 18 sélections, dont six en tant que capitaine, pour quatre buts marqués dont un lors de la Coupe du monde 1938 en quart de finale contre l'Italie. Après Heisserer suivent dans ce classement le gardien de but Dominique Dropsy et le défenseur Léonard Specht avec respectivement 17 et 16 sélections entre 1978 et 1982,.
Dans les années 1950, Raymond Kaelbel, joueur du RCS de 1950 à 1956 et de 1964 à 1969, participe à la Coupe du monde 1954 et à la troisième place acquise au Mondial 1958. Gérard Hausser, joueur du Racing de 1959 à 1967 et de 1972 à 1974, est international à 14 reprises et participe lui à la Coupe du monde 1966. Outre Dominique Dropsy, cinq autres joueurs de l'équipe championne de France 1979 sont appelés en équipe de France cette saison-là. Il s'agit de Raymond Domenech, Albert Gemmrich, Roger Jouve, Francis Piasecki et Roland Wagner. Les derniers joueurs à avoir été appelés en équipe de France alors qu'ils portaient le maillot du RCS sont Marc Keller et Frank Lebœuf dans les années 1990,.

#### Politique de recrutement

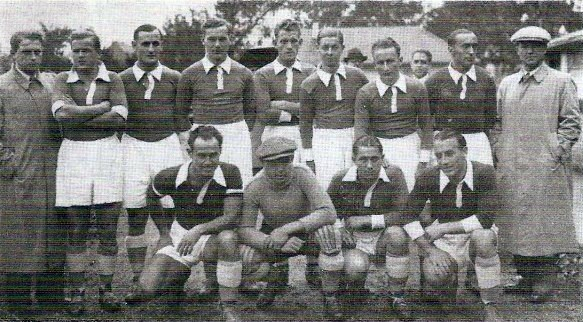
L'effectif 1936-1937 avec Rohr (debout, 2e à gauche), Blum (debout à droite), Schwartz (accroupis à gauche) et Heisserer (accroupis à droite)

L'équipe des années 1930 qui remporte les premiers succès nationaux du club comporte régulièrement des joueurs d'Europe centrale et orientale, comme l'attaquant allemand Oskar Rohr et le roumain Alexander Schwartz. Josef Blum, un ancien de l'équipe nationale autrichienne de la Wunderteam, fait partie des quelques entraîneurs autrichiens qui se succèdent à la tête du club à cette période.
Quand en 1945 le RC Strasbourg retrouve le professionnalisme, l'équipe première doit être reconstruite. Le recrutement d'alors, local et axé sur les jeunes joueurs, est symbolisé tout d'abord par Oscar Heisserer lors de la finale de Coupe de France 1947 puis par René Hauss, Raymond Kaelbel ou Lucien Schaeffer lors de la saison 1950-1951 synonyme de victoire en coupe. Pendant les saisons suivantes, quelques grands noms du football endossent le maillot strasbourgeois dont l'international autrichien de la Wunderteam Ernst Stojaspal. Malgré cela, les années 1950 sont un échec avec trois descentes en Division 2.
En 1960, la direction décide de renouveler l'effectif en mettant l'accent sur les jeunes joueurs et sur les joueurs régionaux comme en 1945. L'équipe est alors construite autour de la « vieille garde alsacienne » qui inclut Edmond Haan, René Hauss et Louis Schweitzer, auxquels sont ajoutés six juniors dont Gilbert Gress et Gérard Hausser. L'effectif est aussi complété par des Alsaciens expérimentés comme le gardien de but François Remetter ou Raymond Kaelbel, qui retourne à Strasbourg en 1964. C'est ainsi une équipe composée de « joueurs jeunes et une majorité d'Alsaciens » qui remporte la Coupe de France 1966 et les premiers succès européens du club.
Après une nouvelle traversée du désert, une nouvelle génération de jeunes joueurs régionaux arrive à maturité à la fin des années 1970 sous la houlette de Gilbert Gress. Il s'agit de René Deutschmann, Yves Ehrlacher, Albert Gemmrich, Jean-Jacques Marx, Léonard Specht, Joël Tanter et Roland Wagner. Entourés de « non-vedettes » comme Dominique Dropsy, Raymond Domenech ou Francis Piasecki, ils deviennent champions de France en 1979.
À la fin des années 1980, le club engage des joueurs allemands dont Peter Reichert, qui marque 40 buts en 94 matchs, ou Thomas Allofs. Le RCS compte aussi dans ses rangs l'international argentin et libéro Juan Simón. Le départ de celui-ci en 1988 affaiblit la défense strasbourgeoise et est considéré par Daniel Hechter comme la « plus lourde » des erreurs de sa présidence. En 1988 l'international brésilien Edivaldo Pita est recruté pour la somme record de 10 millions de francs. Ce transfert est un échec et Pita retourne au Brésil un an plus tard. En 1989, le Racing recrute le jeune talent et futur champion du monde Youri Djorkaeff. Les recrutements de cette période contribuent à creuser la dette du club à près de 90 millions de francs.
Dans les années 1990, l'effectif est renforcé par des joueurs reconnus comme les Tchécoslovaques Ivan Hašek et Alexander Vencel, les internationaux Français Franck Sauzée, Xavier Gravelaine ou le Russe Aleksandr Mostovoï. En 1997, le nouveau propriétaire IMG McCormack annonce vouloir recruter des stars du football comme Roberto Baggio, Dejan Savićević, Jürgen Klinsmann ou Christophe Dugarry et recrute finalement début 1998 le milieu offensif français Corentin Martins en provenance du Deportivo La Corogne, le danois Morten Nielsen et le sud-coréen Seo Jung-won. Les saisons suivantes, une somme estimée à 80 millions de francs est dépensée pour acquérir l'Autrichien Mario Haas et les Argentins Diego Hector Garay et Gonzalo Belloso. Les passages de ces trois joueurs au Racing sont autant d'échecs. Le président Patrick Proisy recrute enfin en 2000 le gardien international paraguayen José Luis Chilavert en surpoids de 10 kg.
Les trois relégations en Division 2 pendant les années 2000 imposent autant de réductions du budget du club. Le RC Strasbourg s'appuie de plus en plus sur son centre de formation, qui inscrit d'ailleurs la Coupe Gambardella 2005-2006 à son palmarès. De jeunes talents issus du centre comme Kevin Gameiro, Morgan Schneiderlin, Habib Bellaïd et Éric Mouloungui sont alors progressivement intégrés à l'effectif professionnel.

## Effectif professionnel actuel
Le premier tableau liste l'effectif professionnel du RC Strasbourg Alsace pour la saison 2025-2026. Le second recense les prêts effectués par le club lors de cette même saison.
En grisé, les sélections de joueurs internationaux chez les jeunes mais n'ayant jamais été appelés aux échelons supérieurs une fois l'âge-limite dépassé ou les joueurs ayant pris leur retraite internationale.

## Structures du club

### Structures sportives

#### Stades

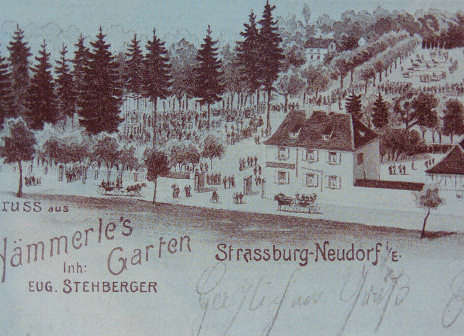
Carte postale du jardin Haemmerlé

À la création du club en 1906, les joueurs se contentent de jouer au football dans les rues du quartier de Neudorf à Strasbourg. Ne disposant pas encore de son terrain propre, l'équipe dispute ses premiers matchs amicaux à l'extérieur. À partir de 1909 et notamment à l'occasion de son premier championnat officiel en 1909-1910, le club joue sur le terrain du Polygone à Neudorf. Pour chaque rencontre à domicile, il est néanmoins obligé de monter puis démonter les buts et de tracer les lignes de terrain à la craie. Pour accompagner ces premiers succès sportifs, le club se lance à la recherche d'un nouveau terrain sous l'impulsion du futur président Charles Belling. En contrepartie d’un loyer mensuel de 300 marks le club, alors dénommé FC Neudorf, signe en 1914 un bail de longue durée pour disposer du jardin Haemmerlé, longue prairie entourée de jardins ouvriers et lieu de l'actuel stade de la Meinau. Le jardin étant connu de tous les habitants, ce déménagement permet au club d'accroître sa notoriété locale.

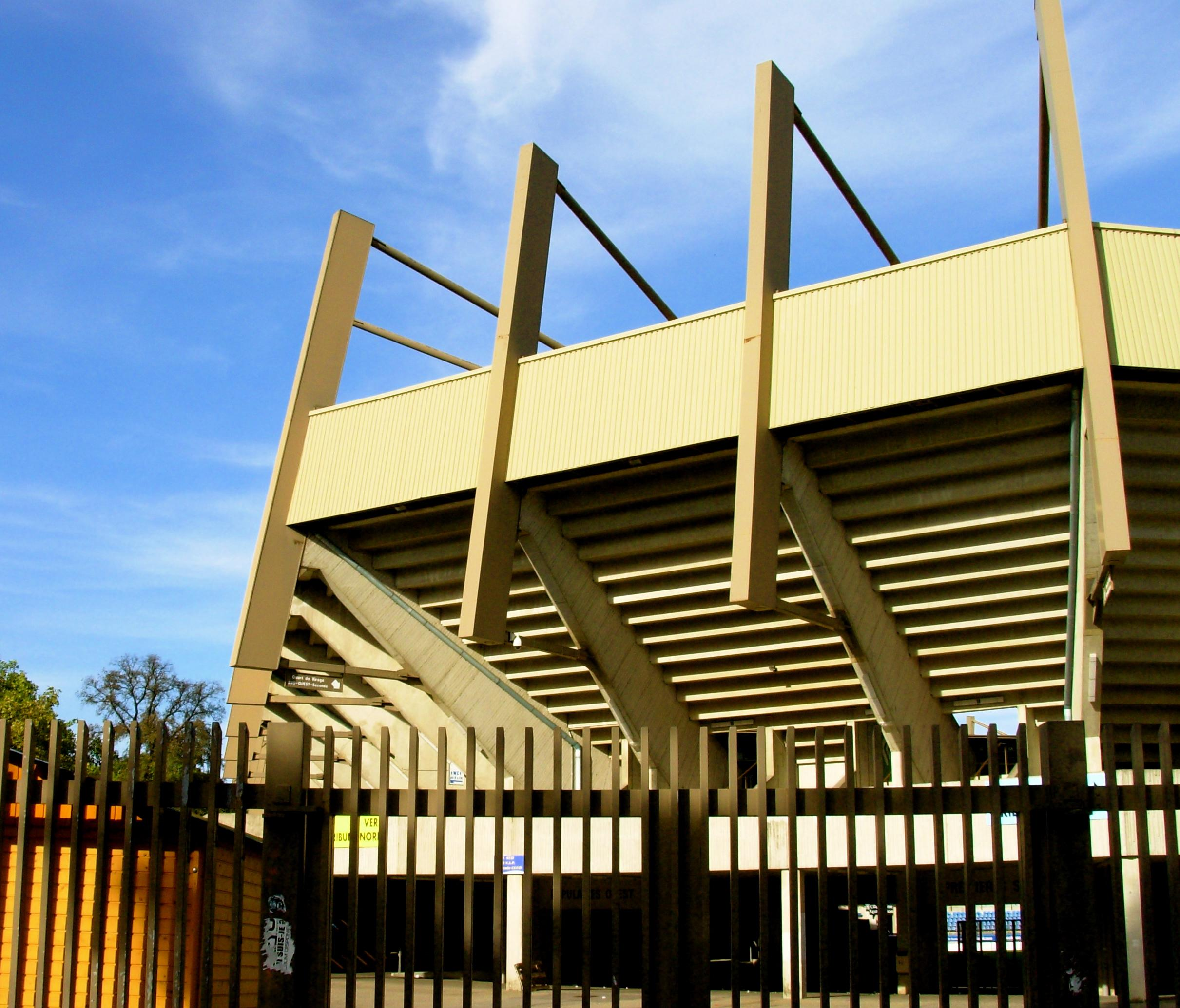
Vue extérieure de la Meinau

En 1921, une première tribune en bois avec places assises est construite autour du jardin Haemmerlé. C'est à cette époque que le jardin prend le nom de stade de la Meinau. Une deuxième tribune en bois est ajouté en 1930, la capacité étant de 18 000 spectateurs. L'enceinte est rénové une première fois en 1951 pour faire passer la capacité à 30 000 spectateurs. Une nouvelle tribune d'honneur couverte en béton armé de 2 500 places est construite, ainsi que des nouveaux gradins semi-circulaires derrière les buts. Une reconstruction du stade de la Meinau est mise en œuvre pour le Championnat d'Europe de football 1984. À la suite de cette reconstruction, la plus grosse affluence du RC Strasbourg à domicile est atteinte le 20 novembre 1992 quand 39 033 spectateurs assistent à un match nul 2-2 contre l'Olympique de Marseille. Le stade est rénové en 2001 pour répondre aux normes de sécurité et augmenter le confort. La capacité est alors réduite à 29 371 spectateurs.
En 2008, le club présente un projet de construction d'un nouveau stade, dénommé Eurostadium, devant être mis en service en 2014. Il est prévu que le stade soit financé par des fonds privés et que le RC Strasbourg en soit le concessionnaire exploitant. Doté d'une capacité de 42 700 places, cette enceinte fait partie de la candidature initiale de la Fédération française de football pour l'organisation du Championnat d'Europe 2016. À la suite de problèmes de financement, il est décidé en 2009 de ne pas construire l'Eurostadium mais de rénover le stade de la Meinau,. Doté de 36 153 places assises grâce à l'ajout d'un niveau supplémentaire sur les tribunes existantes, ce projet de la Meinau rénovée est finalement retiré par la municipalité en 2010 en raison du coût élevé à la charge de la communauté urbaine de Strasbourg. Finalement en mai 2023 , l'Eurométropole de Strasbourg décide et fait exécuter la rénovation et agrandissement du stade pour l'été 2026 portant la capacité du stade à 32 000 places assises contre 26 109 actuellement.

#### Centre de formation

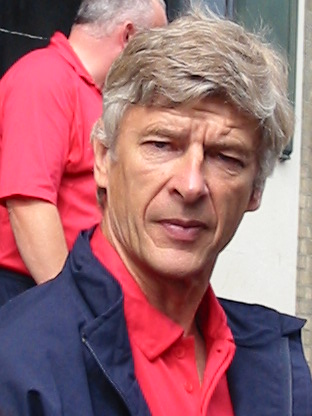
Arsène Wenger dirige le centre de formation de 1981 à 1983.

Le RC Strasbourg dispose d'une structure destinée à la formation de jeunes joueurs depuis 1972. Le premier centre de formation, installé sous la tribune Est du stade de la Meinau, est créé en 1974 sous l'impulsion du directeur sportif Robert Domergue et de Jacques Berthommier, premier entraîneur du centre,,. Parmi les champions de France 1979, Albert Gemmrich, Jacques Glassmann, Jean-Jacques Marx, Léonard Specht et Roland Wagner sont formés par le Racing. Un autre membre de l'équipe championne de France 1979, Arsène Wenger, dirige le centre de formation entre 1981 et 1983 à l'issue de sa carrière de joueur. Dans les années 1980 Vincent Sattler, décédé accidentellement alors qu'il était un des meilleurs espoirs du football français, et José Cobos passent par le centre. Dans la décennie suivante, des joueurs comme Olivier Dacourt, Martin Djetou et Valérien Ismaël sont formés à Strasbourg,.
En raison de la vétusté de l'ancienne structure, un nouveau centre de formation est construit à proximité du stade de la Meinau sous l'impulsion du président Patrick Proisy. Le nouveau centre, inauguré en octobre 2000, comprend une halle couverte avec une pelouse synthétique de 40 mètres sur 60, également utilisée par le groupe professionnel en cas de météo défavorable. Les bâtiments, propriété du RC Strasbourg, sont construits sur un terrain municipal dont le club a la jouissance jusqu'en 2045 via un bail emphytéotique. En 2010 la ville de Strasbourg rachète pour 4,074 millions d'euros les bâtiments du centre de formation au club, alors en difficulté financière,. Le budget du centre s'élève pour la saison 2010-2011 à 2,5 millions d'euros et est financé pour 1,5 million d'euros par les collectivités territoriales et pour 1 million par l'entreprise RC Strasbourg.
Le centre accueille des jeunes joueurs à partir de 16 ans. Les joueurs aspirants, de 16 à 18 ans, évoluent dans l'équipe des moins de 18 ans et les stagiaires, jusqu'à 21 ans, jouent dans l'équipe réserve. Depuis 2000, des joueurs comme Cédric Kanté, Yacine Abdessadki, Éric Mouloungui ou Kevin Gameiro sont formés à Strasbourg. Au palmarès récent du centre, l'équipe des 18 ans nationaux atteint la finale de Coupe Gambardella en 2003 et remporte l'épreuve en 2006. Les stagiaires de l'équipe réserve disputent le championnat de CFA ainsi que la Coupe d'Alsace, qu'ils remportent à plusieurs reprises depuis les années 2000.
La Direction technique nationale de la Fédération française de football établit chaque année un classement des centres de formation de toutes les équipes professionnelles. Ce classement prend en compte des critères dits d'efficacité relatifs aux jeunes joueurs formés au club (nombre de contrats professionnels, nombre de matchs joués en équipe professionnelle et en sélection nationale, diplômes scolaires obtenus) ainsi qu'au statut des éducateurs. Sur un total de 32 centres de formation, celui du RC Strasbourg se classe 17e en 2007, puis 16e en 2008 et 12e en 2009. Alors en deuxième division, le Racing se classe en 2009-2010 8e de tous les clubs professionnels et premier club n'évoluant pas en Ligue 1.
Depuis 2016, le centre de formation est à nouveau agréé par la Fédération française de football, il avait perdu cet agrément lors de la liquidation judiciaire du club.

#### Association omnisports
Le Racing Club de Strasbourg est fondé comme club de football mais devient rapidement un club omnisports. L'association du Racing Club de Strasbourg omnisports est l'association support de l'équipe de football professionnelle jusqu'en 1997 et est depuis indépendante de celle-ci. Lorsque l'équipe de football quitte le club omnisports en 1997, ce dernier compte neuf sections sportives amateurs regroupant arts martiaux, athlétisme, basket-ball, handball, Sport de quilles Classic  , rugby à XV, tennis de table, tir et volley-ball. L'omnisports comportait également des sections d'aviron, de gymnastique, de natation, de tennis et une section dédiée à la compétition automobile.

#### Section futsal
Lors de la saison 2022-2023, la section futsal du Racing de Strasbourg Alsace remporte le championnat Régional 1 Futsal de la Ligue du Grand-Est puis obtient sa montée en Division 2 nationale, à l'issue de deux tours de barrages. Après l'AC Ajaccio, il s'agit de la deuxième section futsal d'un club de football professionnel à atteindre le niveau national en futsal. Auparavant, la section féminine du RCSA remporte la Coupe de la Ligue Grand-Est en février 2023 avant de devenir, début avril, vices-championnes de France.

### Aspects juridiques et économiques

#### Statut juridique et légal

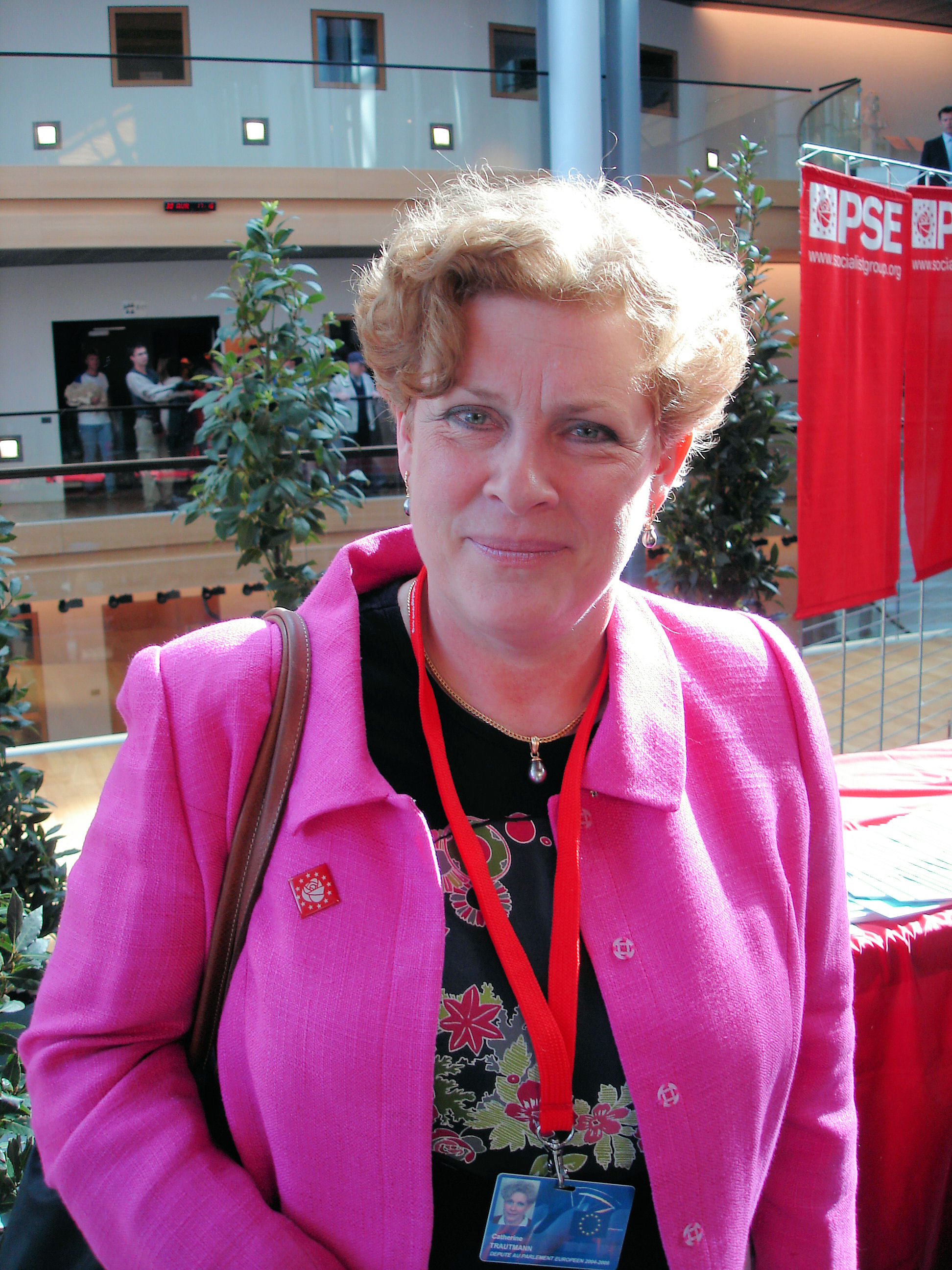
La ville de Strasbourg, sous la direction de Catherine Trautmann, privatise le club en 1997.

L'équipe de football professionnel du club est gérée par la société Racing Club de Strasbourg, qui a le statut de société anonyme sportive professionnelle (SASP). Cette société est liée par convention à l'association loi de 1901 Racing Club de Strasbourg Football qui gère le centre de formation et les équipes amateurs du club. L'association Racing Club de Strasbourg Football est titulaire du numéro d'affiliation de la Fédération française de football et possède 1,33 % du capital.
Depuis le passage au professionnalisme en 1933 et jusqu'aux années 1980, l'équipe professionnelle du Racing est gérée par une association loi de 1901. L'association support de l'équipe professionnelle qui possède l'agrément de la fédération est alors le Racing Club de Strasbourg omnisports. En 1989, le club gérant l'équipe professionnelle accuse un déficit de 90 millions de francs que la ville de Strasbourg prend en charge pour ne pas voir disparaître le club. La ville transforme en juillet 1990 le club en une société anonyme d'économie mixte locale sportive (SAEMLS). Des actionnaires privés possèdent à cette époque-là 51 % du capital de 5 millions de francs, la mairie continuant à financer le club à hauteur de 140 millions de francs entre 1990 et 1996.
En 1996, la ville de Strasbourg décide de modifier le statut du club en société anonyme à objet sportif (SAOS) pour le privatiser et se conformer à la loi Pasqua qui interdit les aides publiques aux clubs professionnels d’ici l’an 2000. En février 1997, le maire Catherine Trautmann annonce la vente des parts de la ville au groupe IMG McCormack pour cinq millions de francs. Au début des années 2000, le club devient une société anonyme sportive professionnelle (SASP), laquelle est revendue en 2003 pour un euro symbolique à la holding EuroRacing ayant notamment comme actionnaires Egon Gindorf et Philippe Ginestet. Actionnaire majoritaire avec 54,6 % des parts du club, ce dernier cède sa participation en 2009 pour 1,6 million d'euros à la société anglaise FC Football Capital Limited. En 2010, la société Carousel Finance prend progressivement le contrôle de la SASP,, dont la liquidation est prononcée en août 2011 pour cause de difficultés financières. Le club reprend alors le statut amateur et est géré par une association loi de 1901.
En 2012, une nouvelle structure juridique pour le club est créée par Frédéric Sitterlé, puis reprise trois mois après par Marc Keller. Le club s'appelle désormais Racing Club de Strasbourg Alsace, et est désormais une société par actions simplifiée. Le changement de nom permet au président de repartir sur des bases saines.

#### Éléments comptables
Budget
Le budget prévisionnel du Racing Club de Strasbourg est fortement dépendant du championnat dans lequel joue le club. Les descentes en Division 2 / Ligue 2 en 2001, 2006 et 2008 s'accompagnent d'une baisse de celui-ci de 60 %, 33 % et 29 % respectivement. À l'inverse, le budget augmente de 64 % et 75 % lors des remontées en 2002 et 2007. Lors de la descente en National en 2010-2011, le budget est divisé par deux.
Chaque saison, le RC Strasbourg publie son budget prévisionnel de fonctionnement après validation auprès de la DNCG, l'instance qui assure le contrôle administratif, juridique et financier des associations et sociétés sportives de football afin d'en garantir la pérennité. Le budget prévisionnel d'un club s'établit en amont de l'exercice à venir et correspond à une estimation de l'ensemble des recettes et des dépenses prévues par l'entité. Le tableau ci-dessous résume les différents budgets prévisionnels du club strasbourgeois saison après saison.
| Saison | 1995-1996 | 1996-1997 | 1997-1998 | 1998-1999 | 1999-2000 | 2000-2001 | 2001-2002 | 2002-2003 | 2003-2004 | 2004-2005 | 2005-2006 |
| Budget | 98 MF     | 94 MF     | 120 MF    | 150 MF    | 150 MF    | 200 MF    | 80 MF     | 20 M€     | 20 M€     | 24 M€     | 24 M€     |
| Saison | 2006-2007 | 2007-2008 | 2008-2009 | 2009-2010 | 2010-2011 | 2011-2012 | 2012-2013 | 2013-2014 | 2014-2015 | 2015-2016 | 2016-2017 |
| Budget | 16 M€     | 28 M€     | 20 M€     | 18 M€     | 9 M€      | 4 M€      | 3 M€      | 4,8 M€    | 5,3 M€    | 6 M€      | 12 M€     |
| Saison | 2017-2018 | 2018-2019 | 2019-2020 | 2020-2021 | 2021-2022 | 2022-2023 | 2023-2024 | 2024-2025 | 2025-2026 |           |           |
| Budget | 30 M€     | 38 M€     | 43 M€     | 50 M€     | 45 M€     | 45 M€     | 65 M€     | 65 M€     | 100 M€    |           |           |

Résultat
En 2000-2001, les charges du RCS se situent entre le neuvième et le douzième rang (sur dix-huit équipes) de Division 1 en compagnie de l'AJ Auxerre, du FC Metz et de l'AS Saint-Étienne. Les charges de ces quatre clubs sont comprises entre 146 et 183 millions de francs (MF). Le résultat d'exploitation moyen de ce groupe de clubs est négatif à -31 MF. En 2001-2002, le RCS joue en Ligue 2 et présente des charges supérieures à 10 millions d'euros (M€), de même que le Havre AC, l'AS Nancy-Lorraine, l'OGC Nice et l'AS Saint-Étienne. Le total des charges de ces clubs s'élève à 81,0 M€ pour 52,6 M€ de produits, soit un résultat d'exploitation moyen négatif de 5,7 M€. Les comptes de la saison 2002-2003 ne sont pas publiés en raison de la vente du club le 30 avril 2003 : à la date de cession, le résultat d'exploitation ajouté aux indemnités de mutation est négatif à -11,2 M€.
La Ligue de football professionnel publie depuis la saison 2003-2004 les comptes détaillés des clubs de Ligue 1 et de Ligue 2. Le tableau suivant présente un extrait du compte de résultat du RC Strasbourg de 2003-2004 à 2009-2010, saison à l'issue de laquelle le club descend dans le championnat National.
| Saison    | Championnat | Produits | Produits | Produits | Produits | Produits | Produits | Charges | Charges | Rés. expl. | Mutation | Rés. net |
| Saison    | Championnat | Matchs   | Spons.   | Subv.    | TV       | Merch.   | Total    | Rémun.  | Total   | Rés. expl. | Mutation | Rés. net |
| --------- | ----------- | -------- | -------- | -------- | -------- | -------- | -------- | ------- | ------- | ---------- | -------- | -------- |
| 2003-2004 | Ligue 1     | 3,0      | 4,5      | 1,7      | 9,5      | nc       | 19,8     | 9,8     | 23,8    | -4,0       | 2,7      | -2,0     |
| 2004-2005 | Ligue 1     | 3,0      | 4,7      | 1,9      | 13,5     | nc       | 26,3     | 11,8    | 28,5    | -2,2       | 5,3      | 2,2      |
| 2005-2006 | Ligue 1     | 3,4      | 4,9      | 1,9      | 14,0     | 0,3      | 25,5     | 12,2    | 31,2    | -5,7       | 5,3      | -2,6     |
| 2006-2007 | Ligue 2     | 2,0      | 3,7      | 1,7      | 8,0      | 0,3      | 16,2     | 11,6    | 27,6    | -11,4      | 9,8      | 0,7      |
| 2007-2008 | Ligue 1     | 3,7      | 5,0      | 1,9      | 14,2     | 0,3      | 27,4     | 12,7    | 31,4    | -4,0       | 4,6      | 0,3      |
| 2008-2009 | Ligue 2     | 1,7      | 3,3      | nc       | 7,4      | nc       | 18,4     | 12,4    | 22,5    | -4,1       | 5,6      | 0,3      |
| 2009-2010 | Ligue 2     | 1,2      | 3,4      | nc       | 6,2      | nc       | 12,5     | 11,2    | 20,5    | -8,0       | 2,1      | -1,2     |
| 2012-2013 |             | nc       | nc       | 1,57     | nc       | nc       | -        | -       | -       | -          | -        | -        |
| 2016-2017 | Ligue 2     | 3,2      | 4,8      | nc       | 5,9      | nc       | 17,1     | 8,5     | 15,8    | 1,2        | 0        | 1,2      |
| 2017-2018 | Ligue 1     | 7,1      | 8,9      | nc       | 18,9     | nc       | 38,7     | 17,8    | 32,1    | 6,57       | 2        | 5,55     |
| 2018-2019 | Ligue 1     | 8,1      | 11,2     | nc       | 26       | nc       | 48,6     | 28,6    | 52      | -3,38      | 11       | 4,92     |
| 2019-2020 | Ligue 1     | 6,5      | 9,6      | nc       | 19,3     | nc       | 37,8     | 30,6    | 56,3    | -18,5      | 15,1     | 2,32     |
| 2020-2021 | Ligue 1     | 0,28     | 7,7      | nc       | 20,4     | nc       | 39,6     | 32,2    | 57,7    | -18,1      | 5,1      | -7,43    |
| 2021-2022 | Ligue 1     | 7,8      | 13,1     | nc       | 24,3     | nc       | 57,5     | 37      | 67,8    | -10,3      | 13,7     | 2,1      |

Légende : Matchs = recettes matchs avec billetterie, Spons. = sponsors et publicités, Subv. = subventions des collectivités, TV = droits audiovisuels, Merch. = merchandising, Rémun. = rémunérations du personnel, Rés. expl. = résultat d'exploitation, Mutation = résultats exceptionnels (indemnités de mutation), Rés. net = résultat net.
Sur la période 2003-2010, le RCS est fortement dépendant des droits audiovisuels. En 2007-2008, ces droits s'élèvent à 14,2 M€, soit 52 % des recettes (27,4 M€). Le deuxième poste de recettes le plus important est le sponsoring et la publicité avec 5,0 M€, soit 18 % du total. Les recettes liées aux matchs contribuent à hauteur de 3,7 M€, soit 13 %, alors que celles liées au merchandising sont négligeables (0,3 M€). Les collectivités territoriales subventionnent le club à hauteur de 1,9 M€ de façon stable depuis 2003. Les charges sont de 31,4 M€ en 2007-2008. Les rémunérations du personnel (joueurs, staff et autres) représentent 12,7 M€ et même 16,4 M€ en comptant les cotisations sociales, ce qui correspond à 52 % des dépenses du club. Ce pourcentage est faible comparativement à la moyenne des clubs de Ligue 1, qui affectent 71 % de leurs dépenses hors transfert aux salaires et charges correspondantes.
Depuis la saison 2003-2004, le résultat d'exploitation du club est négatif avec un pic à -11,4 M€ en 2006-2007. Le club, alors en Ligue 2, présente la masse salariale la plus importante du championnat. Le Racing parvient à remonter en Ligue 1 mais, pour équilibrer les comptes, doit vendre des joueurs. Il récupère ainsi 9,8 M€ lors des transferts de joueurs, dont notamment 3,5 M€ de la vente d'Amara Diané au PSG.
À son retour en Ligue 1 en 2007-2008, le budget du RCS est chiffré à 28 M€ en comptant sur des recettes liées à une 15e place en championnat. Au premier tiers du championnat, le Racing pointe à la 6e place. Le budget est alors rehaussé à 32 M€ sur la base d'une 11e place au classement. Après une mauvaise fin de saison, le Racing termine avant-dernier ce qui engendre un déficit de 6 M€, principalement causé par des droits audiovisuels inférieurs à ceux attendus. Le club comble ce déficit là-encore grâce aux transferts en vendant pendant le mercato estival quelques jeunes joueurs talentueux dont Kevin Gameiro, Morgan Schneiderlin, Habib Bellaïd et Éric Mouloungui pour 10,25 M€.
Lors de son retour dans le milieu professionnel, en 2016-2017, le Racing dépasse le million d'euros de résultat net après impôts. La masse salariale est à un niveau très faible compte tenu de ses concurrents. Le club présente un bilan très sain, sans dettes. Les revenus proviennent en majorité des droits TV et du sponsoring. L'exploitation du club est excédentaire lors de cette saison, ce qui permet de procéder à des mises en réserves, le club n'en disposant pas à la suite de la création de la SAS en 2012. Aucun transfert à titre onéreux de joueur, et aucune vente ne sont réalisés lors de cette saison.
Le meilleur exercice comptable du club, en termes de recettes et de résultat correspond à celui de la saison 2017-2018, qui représente la première saison en Ligue 1 depuis sa liquidation judiciaire.

#### Équipementiers
| Période     | Équipementier  | Sponsor maillot principal                      |
| ----------- | -------------- | ---------------------------------------------- |
| 1968-1969   | Aucun          | Vittel                                         |
| 1970-1971   | Aucun          | Nairn, Confections de l'Est                    |
| 1971 – 1972 | Le coq sportif | DK pneus                                       |
| 1971 – 1972 | Aucun          | Caisses mutuelles                              |
| 1973 – 1974 | Adidas         | Caisses mutuelles                              |
| 1973 – 1974 | Adidas         | CMDP (Crédit Mutuel)                           |
| 1975 – 1976 | Le coq sportif | CMDP (Crédit Mutuel)                           |
| 1976 – 1981 | Adidas         | CMDP (Crédit Mutuel)                           |
| 1981 – 1982 | Adidas         | Samda Assurances                               |
| 1982 - 1986 | Adidas         | Hitachi                                        |
| 1986 - 1990 | Adidas         | Mamouth                                        |
| 1990 - 1991 | Adidas         | Mita                                           |
| 1991 - 1992 | Adidas         | Würth, Maisons Prestige, Habitat Center        |
| 1992 - 1993 | Adidas         | Ted Lapidus, Trabet                            |
| 1993 - 1994 | Adidas         | Force 4                                        |
| 1994 - 1995 | Adidas         | Tourtel                                        |
| 1995 - 1996 | Adidas         | Tourtel, Tryba                                 |
| 1996 - 1997 | Adidas         | Daewoo, Penauille                              |
| 1997 - 1998 | Adidas         | Adler, Wattwiller, Spectacle                   |
| 1998 - 2000 | Adidas         | Adler                                          |
| 2000 – 2003 | Asics          | Adler                                          |
| 2003 – 2004 | Hummel         | Steelcase, Tryba                               |
| 2004 – 2005 | Adidas         | Steelcase, Europe 2                            |
| 2005 – 2006 | Adidas         | Steelcase, Afflelou                            |
| 2006 – 2007 | Adidas         | Électricité de Strasbourg, Swing, Groupama     |
| 2007 – 2010 | Hummel         | Électricité de Strasbourg, France Pare-brise   |
| 2010 – 2011 | Hummel         | Électricité de Strasbourg, Optissimo           |
| 2011 – 2014 | Hummel         | Électricité de Strasbourg, Blanc du Nil        |
| 2014 – 2015 | Hummel         | Électricité de Strasbourg                      |
| 2015 – 2017 | Hummel         | Électricité de Strasbourg, CGV                 |
| 2017 – 2018 | Hummel         | Électricité de Strasbourg, CroisiEurope        |
| 2018 – 2020 | Adidas         | Électricité de Strasbourg, CroisiEurope, Hager |
| 2020 – 2022 | Adidas         | Électricité de Strasbourg, Winamax             |

Quatre équipementiers sportifs différents fournissent la tenue portée par les joueurs du RC Strasbourg depuis 1971. L'entreprise française Le coq sportif, particulièrement impliquée dans le sport professionnel mondial des années 1970 et 1980, est la première à apparaître sur le maillot du RCS lors des saisons 1971-1972 et 1975-1976. La firme allemande Adidas créée en 1949 est tout d'abord spécialisée dans la chaussure de football, puis fabrique des vêtements de sport à partir de 1967 en coopération avec Le Coq Sportif. Adidas équipe tout d'abord le Racing de 1973 à 1975 et ensuite pendant plus de vingt ans à partir de la saison 1976-1977.
L'équipementier japonais Asics prend ensuite la relève d'Adidas pendant les saisons 2000-2001 à 2002-2003. C'est ensuite l'entreprise danoise Hummel International qui devient équipementier officiel du RC Strasbourg pour la saison 2003-2004, avant de laisser la place pendant deux saisons à Adidas, et de fournir à nouveau les maillots du club depuis la saison 2007-2008,.
Adidas redevient l'équipement officiel à compter de la saison 2018-2019, Hummel est remercié après dix années de collaboration. En 2021 le club annonce le prolongement de son partenariat avec Adidas, faisant de la marque aux trois bandes l’équipementier exclusif de toutes les équipes du Racing sur la période 2022-2030.

#### Sponsors

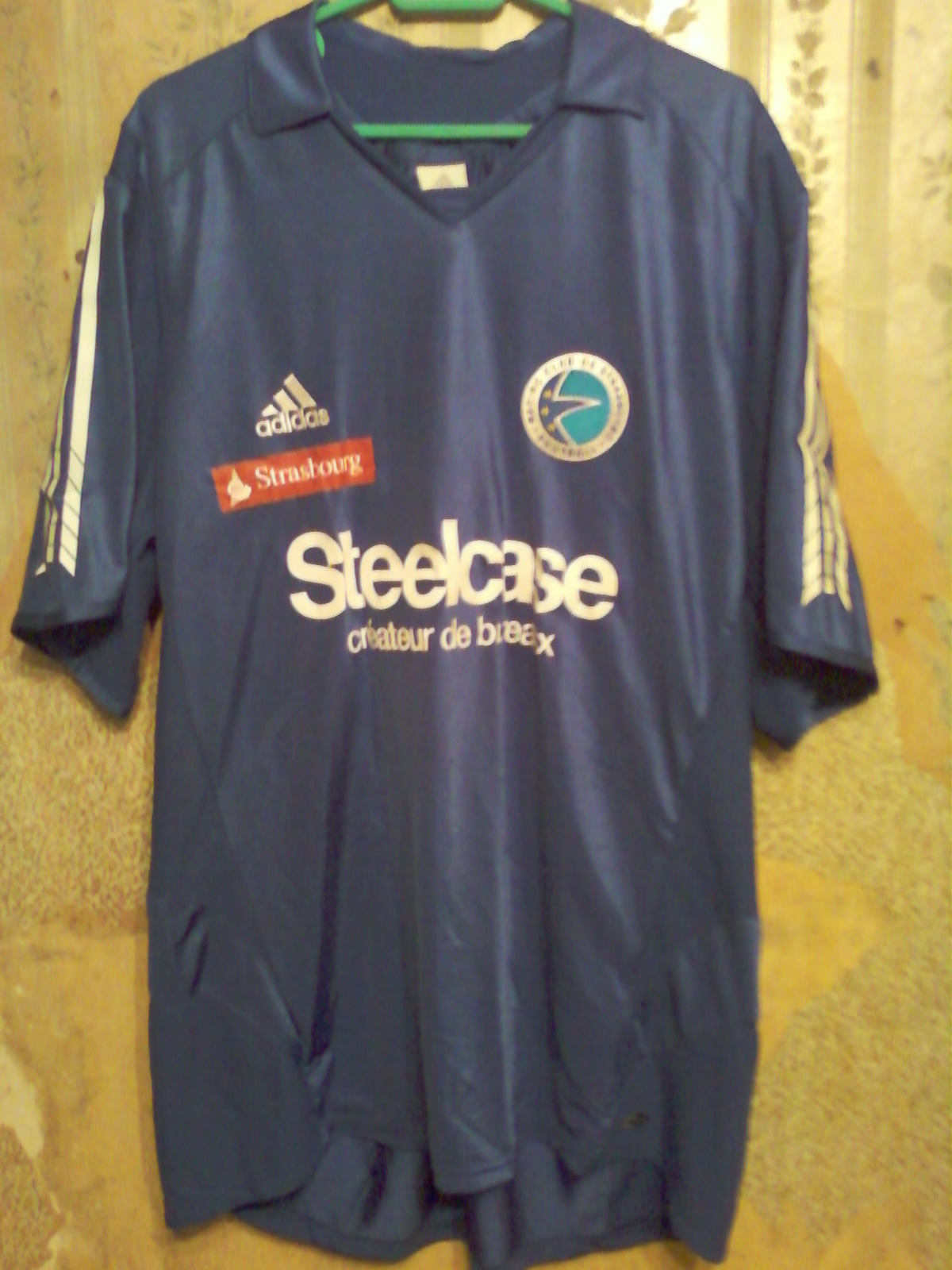
Le maillot 2004-2005 avec comme sponsor Steelcase

La première marque commerciale à avoir son nom sur un maillot du club strasbourgeois est Vittel en 1968-1969. En 1970-1971, le maillot porte les inscriptions NAIRN et Confection de l'Est. À partir de la saison 1972-1973 et jusqu'en 1980-1981, il fait la publicité de la banque mutualiste française du Crédit mutuel sous les différentes dénominations Caisses Mutuelles, CMDP et Crédit mutuel,,. Le sponsor est ensuite Samda assurances en 1981-1982, Hitachi de 1982-1983 à 1984-1985, puis l'enseigne d'hypermarchés Mammouth pendant six saisons,.
Les principaux sponsors maillots sont ensuite le fabricant de photocopieurs Mita (1990-1991), la multinationale Würth (1991-1992), Ted Lapidus (1992-1993), Force 4 (1993-1994) et Tourtel les deux saisons suivantes. En 1996-1997 le maillot comporte les marques Daewoo et Penauille Polyservices. Le fabricant de radiateurs Adler est sponsor en compagnie de la marque d'eau minérale Wattwiller en 1997-1998, puis seul jusqu'à la saison 2002-2003,. L'entreprise Steelcase prend le relais en 2005-2006 avant qu'Électricité de Strasbourg ne devienne sponsor à partir de 2006-2007 sous l'abréviation es, ce dernier contrat de sponsoring étant prolongé de cinq ans supplémentaires en 2016.
Lors de la reprise du club en 2012 par Marc Keller, la société Pierre Schmidt devient sponsor principal maillot, avec l'apparition de son logo sur les maillots domicile et extérieur. En 2016-2017 la société de croisière CroisiEurope devient nouveau partenaire officiel. L'agence d'assurances SFS et la société d'appareils électroménagers Severin France sont partenaires depuis cette saison également. Les partenaires institutionnels sont quant à eux la région Grand Est, qui remplace l'ancienne région Alsace dans le cadre de la réforme territoriale de 2015, et l'Eurométropole de Strasbourg. La société de paris hippiques PMU, la compagnie d'aviation Volotea engagent un partenariat avec le club cette même année.
En 2017-2018, le club annonce un partenariat avec le groupe Boulanger, Intersport qui exploite la boutique du club, McDonalds, et le groupe Alila, promoteur immobilier.
À l'été 2020, le club annonce la signature d'un nouveau sponsor principal pour 3 ans : Winamax. Le site de paris sportif remplace donc CroisiEurope à l'avant du maillot extérieur et à l'arrière du maillot domicile.
En 2021 est renouvelé le contrat de sponsoring d'ÉS de 5 ans, signant ainsi le plus long partenariat maillot actuel du football français.
Le 17 mai 2022 est annoncé le partenariat avec Soprema, acteur important dans le secteur de l'étanchéité. Il s'agit du naming du futur centre d'entrainement du club qui devient le Racing Soprema Parc. La marque est également présente sur les tenues d'entrainement, d'échauffement et les shorts des joueurs.

## Image et identité

### Rivalités
De 1906 à 1939
Dans les premières années d'existence du club, il existe une forte rivalité entre le club populaire du FC Neudorf (ancien nom du Racing Club de Strasbourg) qui joue au sud de la ville dans un quartier à l'époque périphérique et les équipes élitistes du centre de Strasbourg, dont le doyen des clubs de football alsacien Straßburger Fussball Club créé en 1890. Jusqu'au début du XXe, le football est prisé par la bourgeoisie et la haute société et se joue essentiellement dans les beaux quartiers récemment construits, dans lesquels vivent des Allemands refusant de se mêler aux Alsaciens. La création du FC Neudorf par des Alsaciens d'origine engendre une rivalité naturelle avec les clubs fondés par des Allemands parmi lesquels on trouve le FC Frankonia, futur Red Star Strasbourg, qui est un club militaire composé majoritairement d'immigrants originaires de Franconie au sud-ouest de l'Allemagne.
Les trois premières saisons de la Ligue de football d’Allemagne du Sud entre 1909 et 1912 mettent aux prises des équipes alsaciennes et du pays de Bade, région frontalière de l'Alsace située à l'Ouest du Rhin. Une grande rivalité existe alors entre le RC Strasbourg et les clubs badois de Kehl, Lahr et Offenbourg, et plus généralement entre les clubs alsaciens et badois. Une rencontre mémorable est la victoire obtenue pendant la saison 1910-1911 sur le terrain du FC Offenbourg, le club strasbourgeois menant 7-0 avant de devoir quitter le terrain en cours de partie sous les jets de pierre hostiles du public allemand,.
Entre 1919 et 1933 dans le championnat d'Alsace de Division d'Honneur, les concurrents strasbourgeois du Racing sont l'AS Strasbourg, anciennement Straßburger Fussball Club, et le Red Star Strasbourg. C'est pendant cette période que le Racing s'affirme comme le principal club de la ville puisqu'il remporte trois titres contre un seul pour l'AS Strasbourg et aucun pour le Red Star. Les autres rivaux alsaciens du RCS sont les clubs voisins du FC Bischwiller et du SC Sélestat, vainqueurs respectivement une et deux fois, et surtout le FC Mulhouse qui gagne six fois le championnat.

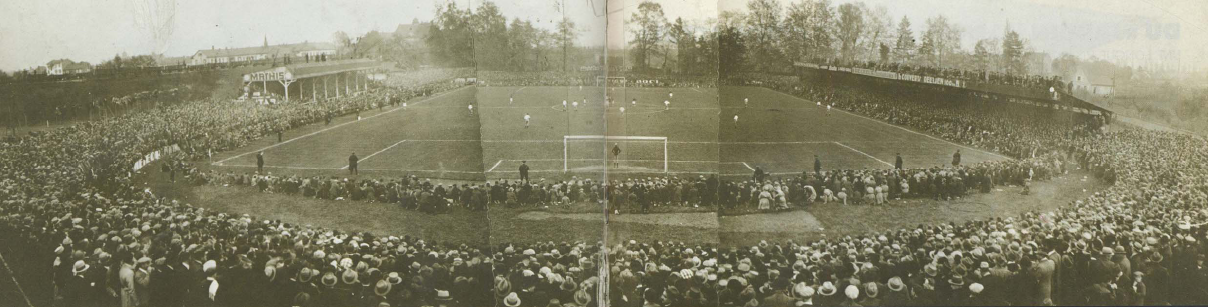
Derby à domicile contre le FC Mulhouse en Division 1, le 4 novembre 1934

Après la création du championnat de France professionnel en 1933 et jusqu'en 1939, le seul autre club alsacien que le Racing rencontre est le FC Mulhouse. Lors de la saison 1936-1937, à l'issue de laquelle les Mulhousiens descendent en Division 2, le RC Strasbourg marque les esprits en remportant très largement le « grand derby alsacien » par 9-1 sur le terrain de Mulhouse. Le grand adversaire du RCS à cette époque est le club franc-comtois du FC Sochaux-Montbéliard : les Sochaliens remportent notamment le championnat 1935 un point devant le RCS et battent le Racing en finale de la Coupe de France 1937.
De 1940 à 2010

Les clubs rivaux du RC Strasbourg

À l'époque de la Gauliga Elsass entre 1940 et 1945 il existe une rivalité exacerbée entre le RCS, renommé à cette époque Rasensportclub Straßburg, et le Sportgemeinschaft SS Straßburg, nouveau nom du Red Star. Le Red Star passe sous le contrôle de la force paramilitaire allemande de la Schutzstaffel (SS), qui veut à cette occasion montrer sa puissance dans cette Alsace nouvellement annexée. Le club de la SS essaie de débaucher les meilleurs joueurs du RCS en leur promettant une rémunération importante, puis en les menaçant d'emprisonnement ou d'enrôlement de force dans la Wehrmacht sur le front de l'Est,. Les quelques joueurs qui endossent alors le maillot SS sont haïs par la population. Parmi ceux-ci, Fritz Keller est par exemple sifflé pendant 90 minutes par le public strasbourgeois lors de son premier match pour son nouveau club contre le RCS.
Ces débauchages permettent au SG SS Straßburg de prendre le dessus sportivement sur le RCS puisqu'il remporte le championnat d'Alsace en 1942 et arrive jusqu'en quart de finale du championnat d'Allemagne 1942 alors que le RCS ne gagne plus aucun titre. Malgré ces succès, le club de la SS ne parvient jamais à battre le RCS lors de leurs confrontations directes. Ces rencontres symbolisent en effet l'affrontement contre l'occupant allemand et les collaborateurs. Le Racing incarne la « résistance passive » et ses joueurs sont toujours extrêmement motivés par ce derby : ils s'y battent jusqu'à l'épuisement devant un public acquis à leur cause. Lors d'un de ces derbys, les joueurs du Racing jouent dans les couleurs du drapeau français en maillot bleu, short blanc et chaussettes rouges,. Les Nazis limitent ensuite le nombre de couleurs autorisées à deux, et n'hésitent pas à envoyer dans le camp de Schirmeck les spectateurs surexcités et à mobiliser de force les joueurs chantant des chants français.
À partir de 1945, la domination du RC Strasbourg sur les autres clubs alsaciens est plus nette. En 1948-1949, le club des Sports réunis Colmar nouvellement promu se classe 11e de D1 alors que Strasbourg est avant-dernier et promis à la descente. Mais le mécène des Colmariens meurt brutalement : son club déclare alors forfait ce qui permet au RCS de rester dans l'élite,. Quant à l'autre club phare du Haut-Rhin, le FC Mulhouse, il n'arrive pas non plus à concurrencer le Racing puisqu'il ne participe depuis qu'à deux championnats de Division 1 en 1982-1983 et 1989-1990. Les rivaux locaux du Racing sont désormais les lorrains du FC Metz et de l'AS Nancy-Lorraine ainsi que les Francs-Comtois du FC Sochaux-Montbéliard, clubs qui évoluent régulièrement dans le même championnat que le RCS.
Depuis 2010
La saison 2010-2011 est la première depuis 1991-1992 à voir un autre club alsacien jouer dans le même championnat que le Racing. Alors que Strasbourg est relégué en National, les SR Colmar y sont promus après leur titre de champion de France amateur 2010. En 2011-2012, le Racing, tombé en CFA 2, évolue avec quatre autres clubs alsaciens : le FC Steinseltz, le FC Saint-Louis Neuweg, le SC Schiltigheim, et l'AS Illzach Modenheim. Depuis sa remontée en National en 2013, le principal derby se joue à nouveau contre le SR Colmar. Cependant, les clubs cités ne faisant plus partie de l’élite du football français, le principal derby nommé « derby de l’est » se joue depuis de longues années contre le FC Metz.
On peut également parler de quelques rivalités contre leur voisin du FC Sochaux-Montbéliard.

### Logos
Les maillots des joueurs arborent un premier blason à partir des années 1920. Il s'agit d'un ovale contenant les initiales RCS du nom actuel, adopté en 1919, surmontées d'un cadre avec une bande diagonale rouge sur fond blanc qui reprend le blasonnement de la ville de Strasbourg : D'argent à la bande de gueules. En 1945 la couleur historique du club, le bleu, fait son apparition sur un blason prenant la forme d'un losange dans lequel le sigle RCS est inscrit en blanc sur une bande bleue. La cigogne, symbole de l'Alsace, apparaît sur le blason de 1950 avec lequel le Racing remporte sa première coupe de France en 1951 : deux cigognes y sont surmontées des initiales du club sur un fond reprenant les couleurs du blason de Strasbourg. Le blason de 1960 comprend la cathédrale Notre-Dame de Strasbourg, autre symbole local, sur fond bleu à bande blanche accompagné des initiales du club. La version modifiée en 1971 fait suite à la fusion du Racing avec le club des Pierrots Vauban et comporte les initiales RPSM de la nouvelle dénomination Racing Pierrots Strasbourg-Meinau ainsi que la couleur jaune des Pierrots Vauban.

1920-1945
1945-1950
1950-1960
1960-1971
1971-1976

Le retour à l'ancien nom du club en 1976 est accompagné par la création d'un nouveau blason, lequel prend la forme d'un rond comprenant une bande rouge sur fond bleu et une cigogne dont les ailes entourent la cathédrale de Strasbourg et le sigle RCS. Pendant la saison 1985-1986 l'écusson est remplacé par des armoiries où deux lions entourent les initiales R.C.S et les douze étoiles du drapeau européen. Ces étoiles se retrouvent également sur le logo utilisé en 1987-1988. Après la vente du club par la ville en 1997, le président Patrick Proisy adopte un nouveau logo avec trois branches bleu roy représentant à la fois une cigogne stylisée et la flèche de la cathédrale entre le massif des Vosges et celui de la Forêt-Noire. Les trois étoiles y symbolisent le championnat de France, la coupe de France et la Coupe de la Ligue, trois trophées remportés par le RC Strasbourg. Le blason actuel du RC Strasbourg depuis 2006, l'année du centenaire, se base sur celui de 1976 qui est celui du titre de champion de France en 1979. En plus du nom du club, de ses initiales et de sa couleur, le bleu, ce blason reprend différents éléments identitaires apparus sur les écussons précédents : la bande rouge et la cathédrale symbolisent la ville de Strasbourg, alors que la cigogne représente l'Alsace. En 2012, la nouvelle dénomination sociale du club, Racing Club de Strasbourg Alsace, se matérialise par une légère modification du logo : l'indication « football » est remplacée par le mot « Alsace » dont l'initiale est intégrée au sigle RCS. Celle-ci est cependant retirée en 2016.

1976-1985, 1988-1997
1985-1987
1987-1988
1997-2006
2006-2012
2012-2016
Depuis 2016

### Maillots
| Saison            | 2020/2021 | 2021/2022 | 2022/2023 | 2023/2024 | 2024/2025 | 2025/2026 |
| ----------------- | --------- | --------- | --------- | --------- | --------- | --------- |
| Maillot domicile  |           |           |           |           |           |           |
| Maillot extérieur |           |           |           |           |           |           |
| 3e maillot        |           |           |           |           |           |           |

| Saison            | 2010/2011 | 2011/2012 | 2012/2013 | 2013/2014 | 2014/2015 | 2015/2016 | 2016/2017 | 2017/2018 | 2018/2019 | 2019/2020 |
| ----------------- | --------- | --------- | --------- | --------- | --------- | --------- | --------- | --------- | --------- | --------- |
| Maillot domicile  |           |           |           |           |           |           |           |           |           |           |
| Maillot extérieur |           |           |           |           |           |           |           |           |           |           |
| 3e maillot        |           |           |           |           |           |           |           |           |           |           |

### Affluences
Depuis la saison 1945-1946, les meilleures affluences moyennes à domicile sont obtenues en 1993, année de remontée en Division 1 avec 21 773 spectateurs, et en 1979, année du titre de champion de France avec 21 086 spectateurs. Les moyennes s'améliorent en général à l'occasion des montées en première division, la plus forte progression d'une saison sur l'autre faisant suite à la montée en D1 de 1977 avec une progression de 15 219 spectateurs. L'année du retour de Gilbert Gress au poste d'entraîneur en 1991 est aussi celle de la deuxième plus forte augmentation de l'affluence moyenne (+8 904 spectateurs, de 7 353 à 16 257) même si le club joue cette année-là en Division 2,.
Après sa liquidation judiciaire à l'été 2011, le club redémarre en Championnat de France amateur 2, soit au cinquième niveau, et établit en l'espace de trois saisons et deux promotions successives des nouveaux records d'affluence en CFA 2, CFA puis National. L'affluence record du CFA 2 passe ainsi de 4 734, à 10 883 spectateurs lors du derby du 5 novembre 2011 entre le Racing et le SC Schiltigheim. La saison suivante en 2012-2013, le Racing bat le record d'affluence pour un match de quatrième niveau avec 13 260 spectateurs contre l'AS Lyon-Duchère puis 20 044 spectateurs contre le Football Club de Mulhouse,. Enfin, lors de la réception des Sports réunis Colmar en avril 2014, le Racing établit une nouvelle affluence record du championnat National avec 20 403 spectateurs,. Le club compte 3 750 abonnés à l'ensemble des matchs à domicile de la saison 2014-2015. Lors de la saison 2014-2015 face aux Sports réunis Colmar en février 2015, le Racing a dépassé le record de 2014 qui était de 20 044 spectateurs avec 25 096 spectateurs. Record à nouveau battu le 22 mai 2015 contre Colomiers avec 27 820 spectateurs.
Pour la saison 2015-2016, la Meinau compte 4 700 abonnés. Le match à domicile face à Colmar a accueilli 26 022 spectateurs. Le record historique d'abonnés est battu à l'aube de la saison 2017-2018 avec 15 650 abonnés comptabilisés. Lors de la saison 2018/2019, 479 104 spectateurs viennent à la Meinau au cours des 19 rencontres de championnats, soit une moyenne de 25 216 spectateurs par match. Le club bat à nouveau le record de fréquentation avec un taux de remplissage de 98 % et 18 guichets fermés en 19 matches. La saison 2019-2020 voit le club contraint de limiter le nombre d'abonnés à 19 300, ce qui constitue néanmoins un nouveau record. Ce nombre a été atteint le 15 juillet 2019 soit un mois avant le début du championnat. Le nombre d'abonnés est limité en prévision des travaux d'agrandissement du stade qui verra sa capacité réduite à environ 20 000 places afin de permettre aux supporters de se réabonner pendant les travaux.
- La saison 2020/2021 est marquée par la pandémie de COVID19. Les quatre premiers matches de la saison sont limités à 5 000 spectateurs, tandis que les 34 rencontres suivantes sont disputées à huis clos.
- En 2021/2022, la rencontre Strasbourg-Montpellier est limitée à 5.000 spectateurs pour cause de pandémie de COVID19.
- Le club établit un nouveau record d'affluence moyenne lors de la saison 2022/2023 avec 25.279 spectateurs par match. Les 19 rencontres à domicile de cette saison se sont déroulées à guichets fermés.
- Record qui sera battu dès la saison suivante avec 25.359 spectateurs par match, soit 431.109 spectateurs sur les 17 matches de la saison 2023/2024 qui ont tous été une nouvelle fois à guichets fermés.
- Lors de la saison 2024/2025, la tribune Sud est en travaux, abaissant la capacité du stade à 19500 places. Lors du dernier match de la saison, le club enregistre son 60e guichets fermés de rang.

- La saison 2020/2021 est marqué par la pandémie de COVID19. Les abonnements ont été pris par les supporters sans savoir s'ils auraient la possibilité d'assister aux rencontres.

Au classement du championnat de France des tribunes, qui récompense la fidélité du public et l'ambiance et l'animation dans le stade, Strasbourg se classe troisième de Ligue 2 en 2006-2007 derrière Caen et Metz, puis douzième de Ligue 1 la saison suivante et huitième de Ligue 2 en 2008-2009. Lors de la saison 2016-2017, Strasbourg obtient le titre de champion de France des tribunes de Ligue 2 respectivement devant le Amiens SC et le RC Lens .

### Supporters

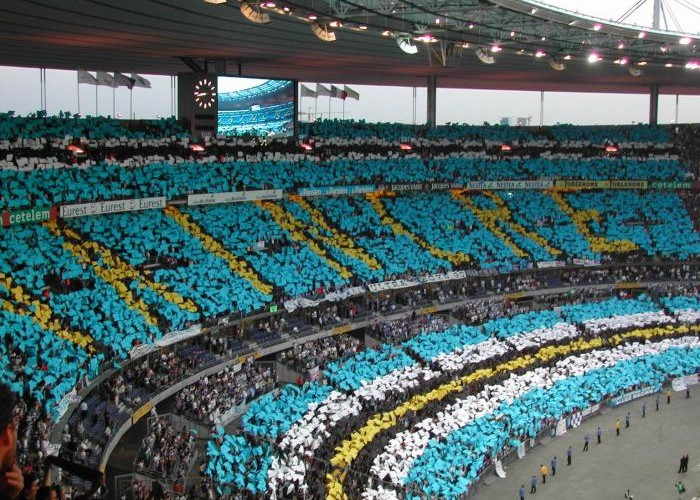
Tifo des supporters du RC Strasbourg avec l'inscription « vaincre », au Stade de France lors de la finale victorieuse en Coupe de la Ligue 2005

Le public strasbourgeois est très exigeant envers l'équipe du Racing et ses joueurs. Jean-Marc Furlan, entraîneur lors de la descente en Division 2 en 2007-2008, estime que les joueurs ont « l'habitude de lutter à la Meinau dans une ambiance très hostile ». Le RC Strasbourg possède cinq groupes officiels de supporteurs : le Club Central des Supporters "Allez Racing", les Ultra Boys 90, le Kop Ciel et Blanc, le groupe Hansi Elsass, les Blueje Kempfer et Allez les Bleus Champions.
Le Club Central des Supporters "Allez Racing" est le plus ancien des groupes de supporters. Il est fondé pendant l'hiver 1953 par Germain Muller, humoriste et à l'époque adjoint au maire de Strasbourg. La dénomination actuelle du groupe date du milieu des années 1980. Le nombre d'adhérents du Club central des supporters varie ces dernières années de 600 à 1 000, 800 en 2008, et en 2017-2008 : plus de 200.
Le groupe des Ultra Boys 90, appelés aussi UB90, date de 1990. En tant qu'ultras leurs membres, au nombre de 450 en 2007-2008, soutiennent activement le RC Strasbourg par leurs tifos, leurs chants et leurs déplacements à l'extérieur[source insuffisante]. La création des UB90 se fait pour se démarquer des Meinau Boys, groupe de supporters violents qui était à la fin des années 1980 le seul groupe de supporters soutenant activement le Racing[source insuffisante]. Lors des rencontres à domicile, les Ultra Boys 90 se retrouvent dans le quart de virage Nord-Ouest du stade de la Meinau. Depuis la saison 2016-2017, les UB90 se retrouvent désormais dans le tribune Ouest Haute (ou tribune populaire) du stade de la Meinau.En 2017-2018, le groupe compte plus de 600 adhérents, ce qui fait de lui le plus grand groupe de supporters.
Le plus grand des cinq autres groupes de supporters est celui du Kop Ciel et Blanc créé en 2000 et issu du Club Central des Supporters. Le Kop Ciel et Blanc est un groupe de supporters familial, qui anime le quart de virage Nord-Ouest depuis 2003[source insuffisante]. Le nombre de membres du groupe atteint 200 lors de la saison 2004-2005 et 300 en 2008[source insuffisante]. S'ensuit une période vaches maigres sur la même dynamique que celle du club, le groupe durant la saison 2010 se retrouve avec une trentaine de membres. Toujours sur la même dynamique que le club, mais cette fois-ci positive le groupe reprend des couleurs en changeant progressivement de bâche, d'image (parfois qualifié de groupe inactif) et surtout d'attitude au stade et à l'extérieur en devenant acteur à part entière du quart de virage. Il repasse sur les saisons suivantes à une grosse centaine de membres. Tout comme les UB90, depuis le début de la saison 2016-2017, le KCB et le CCS se retrouvent également dans la tribune Ouest haute
L'association Hansi Elsass est fondée officiellement en 1994. Ses membres, au nombre de 150 pour la saison 2007-2008, sont présents dans le quart de virage sud-ouest du stade de la Meinau.
Les Blueje Kempfer existent depuis 1993. Le nom de l'association fait référence à l'esprit de battant (Kempfer en alsacien) et à la couleur bleue du club (Blueje en alsacien).
L'association Allez les Bleus Champions[source insuffisante] a été fondée dans les années 1990, elle comptait à son apogée une cinquantaine de membres qui étaient répartis dans toutes les tribunes de la Meinau. Après la chute de RCS dans le sport amateur, l'association perd la quasi-totalité de ses membres. Depuis le retour au premier plan en Ligue 2 durant la saison 2016/2017, l'association refait surface ; elle compte en 2017 une vingtaine de membres, puis plus de 200 en 2018.

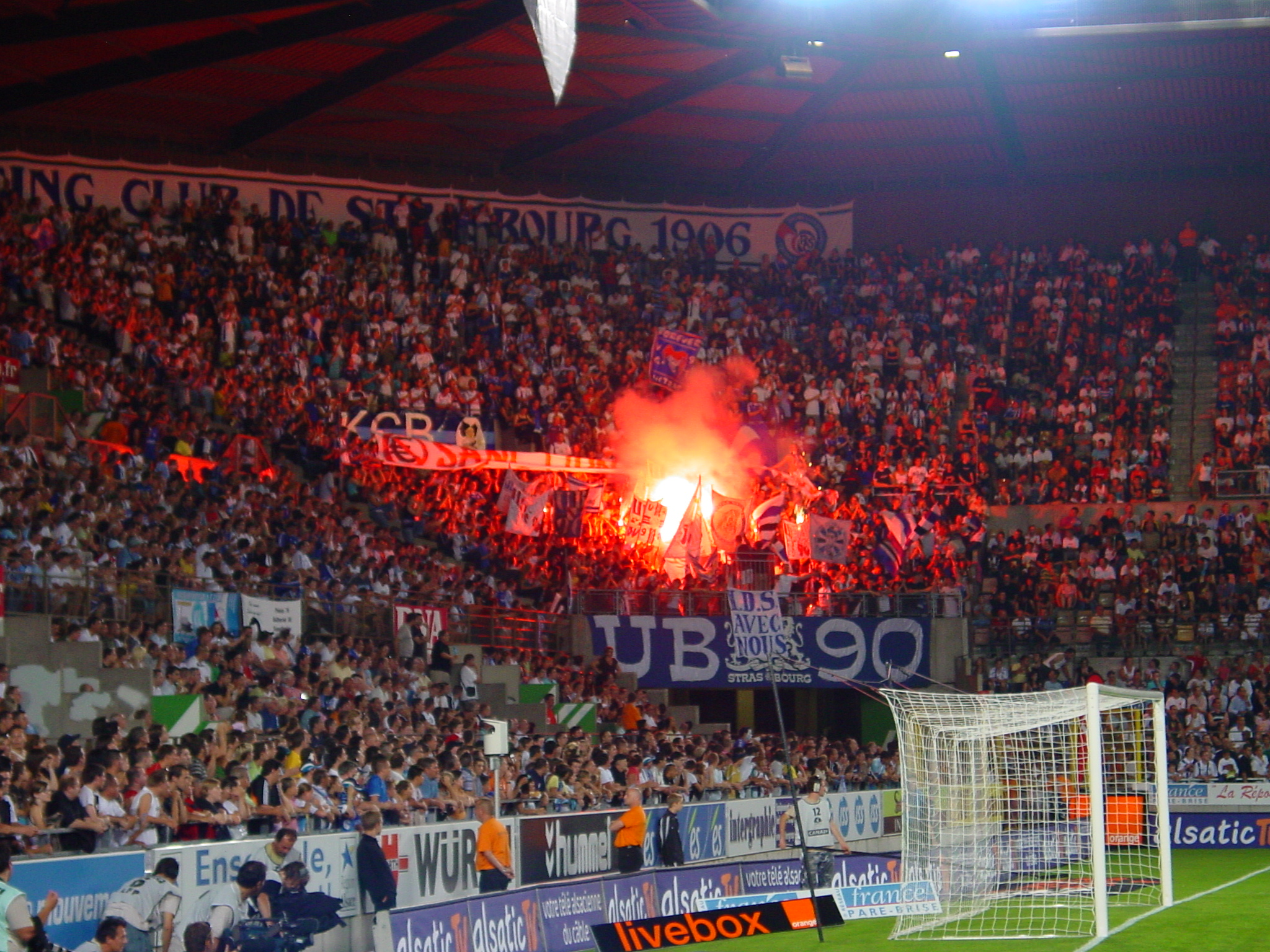
Supporters ultras au stade de la Meinau

Des supporters étrangers se déplacent aussi en nombre pour suivre le Racing Club de Strasbourg. Notamment l'ancien fan-club des Blue Pirates, qui réunissait à la fois des fans allemands et français, soutenant ainsi par les deux clubs que sont le RC Strasbourg et Karlsruher SC. D'autre part le groupe de supporters strasbourgeois des Ultra Boys 90 est jumelé aux supporters des Phönix Sons, groupe de supporter de l'équipe de Karlsruhe, et est aussi lié aux groupes allemand et italien des Harlekins de Berlin et des Rangers de Pise,.
Un incident impliquant un supporter strasbourgeois a lieu le 21 décembre 2000 au cours du derby Strasbourg-FC Metz : l'arbitre assistante Nelly Viennot est blessée au tympan par un pétard jeté depuis une tribune. La rencontre est interrompue sur le score de 1-0 pour le Racing, et le match rejoué à huis clos est remporté par Metz. Les actes violents recensés sont pour la plupart le fait de mouvements marginaux comme les Meinau Boys et Elsass Korps, deux groupes issus de l'extrême droite. Les Meinau Boys qui ne sont plus actifs aujourd'hui ont notamment été évacués par la police lors du match Strasbourg-Bastia en 2006 après avoir crié des insultes racistes,, des peines de prison avec sursis et d'interdiction de stade étant alors prononcées contre des membres du groupe. Quant au groupe Elsass Korps créé en 1993, il a été l'auteur de divers faits de hooliganisme, de saluts hitlériens et d'insultes à l'encontre de joueurs de couleur et était « impliqué dans les 19 accidents recensés à l'occasion des matchs du Racing » de 2000 à 2005, avant d'être dissous le 19 mai 2005,. Après la dissolution, d'anciens membres du groupe sont condamnés en 2008 à des peines de prison et des interdictions de stade pour agression à caractère raciste aux abords du stade.

### Relation avec les médias

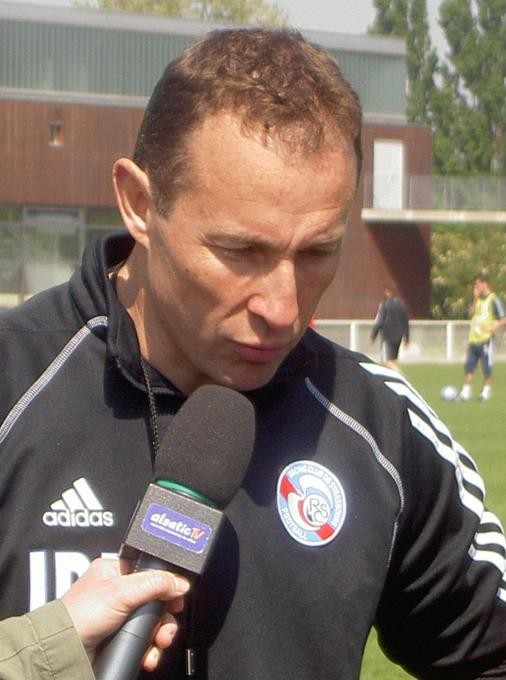
Jean-Pierre Papin, entraîneur en 2006-2007, au micro d'Alsatic TV

Le RC Strasbourg est premier actionnaire de la chaîne de télévision locale Alsatic TV depuis mars 2007, devenue aujourd'hui Alsace 20. Le club détient 30 % du capital de 1,5 million d'euros aux côtés des autres grands actionnaires que sont les quotidiens L'Alsace et Les Dernières Nouvelles d'Alsace avec 20 % respectivement. La chaîne diffuse un journal d'information quotidien et une émission hebdomadaire de trente minutes sur l'actualité du Racing. Alsace 20 retransmet également les matchs du Racing en différé les lendemains et surlendemains des rencontres. Ces images du Racing peuvent être vues sur internet et, par environ 90 % de la population alsacienne soit 1,6 million de téléspectateurs potentiels, via le câble et la télévision numérique terrestre,.
Pendant le championnat de Ligue 2 2008-2009, l'équipe de Strasbourg est la deuxième équipe la plus diffusée sur Eurosport avec 14 retransmissions en 38 journées, derrière le RC Lens qui totalise 20 diffusions. En comptant les retransmissions sur la télévision par câble, ce sont 35 de ses 38 matchs qui sont diffusés. Les rencontres du club strasbourgeois sont également retransmises en direct sur les radios locales dont France Bleu Alsace et sur la webradio DNAudio. Outre la chaîne de télévision Alsace 20, le club a comme partenaires officiels le quotidien Les Dernières Nouvelles d'Alsace et la radio privée Top Music, l'opérateur de télévision par câble Numericable étant fournisseur officiel du club.
En 2010-2011, seuls trois matchs de championnat sont diffusés à la télévision: les matchs aller et retour contre les SR Colmar, et le match contre l'AS Cannes.
Depuis la relégation du Racing Club de Strasbourg en championnat de CFA 2 à l'été 2011, c'est Alsa'Sports, un webmédia couvrant l'ensemble du sport alsacien, qui assure la retransmission des matchs du club via le site d'hébergement de vidéos Dailymotion. Depuis la saison 2018/2019, Direct Racing (Du groupe Alsa'Sports Médias), propose des contenus sur les actualités du Racing Club de Strasbourg. Au programme des émissions les jours de matchs mais également en semaine sous forme de talk show en direct sur Facebook et Dailymotion avec comme consultant l'ancien joueur, Jacky Duguépéroux.